# Cenacoli di Firenze

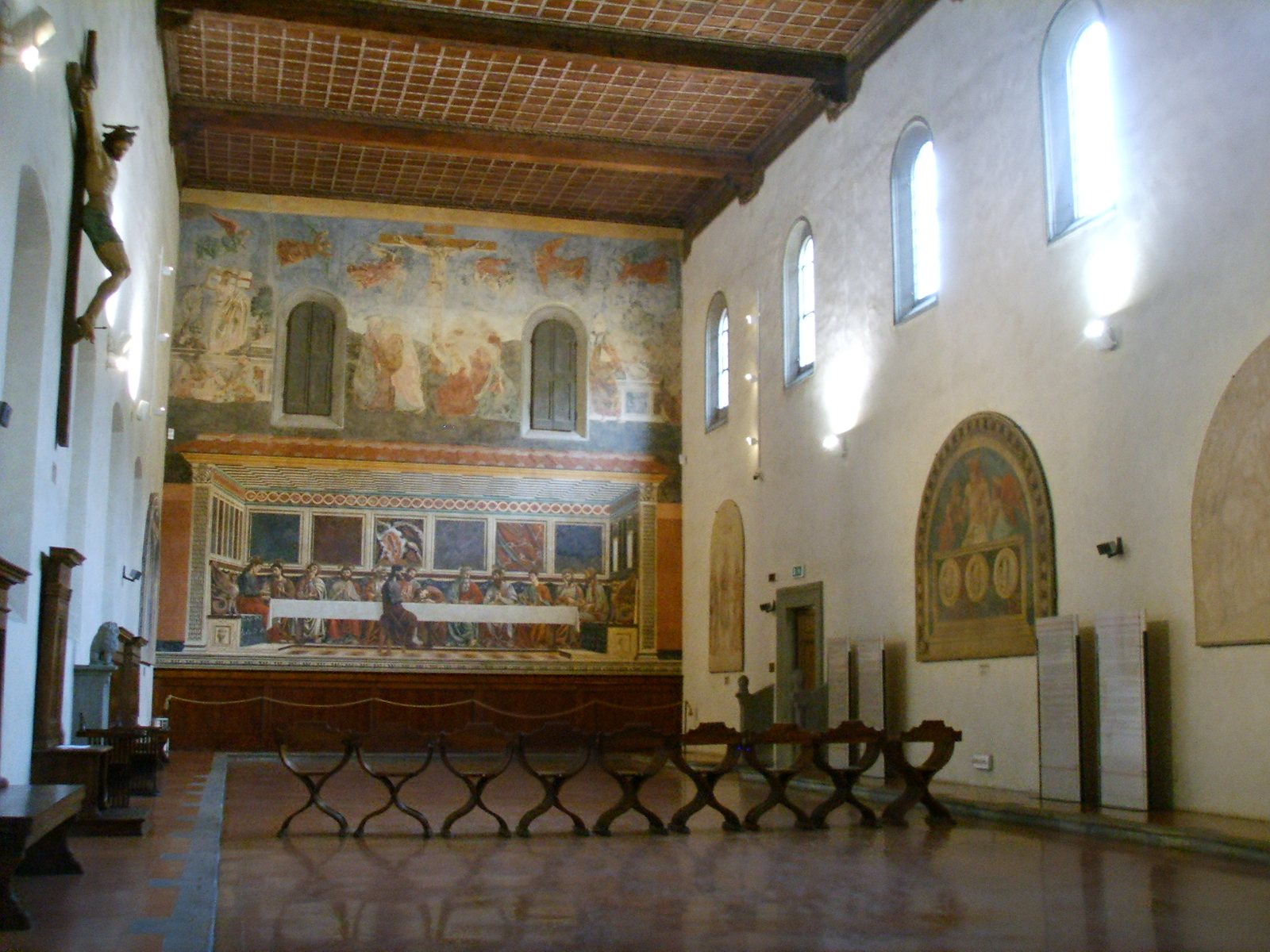
Il Cenacolo di Sant'Apollonia, di Andrea del Castagno

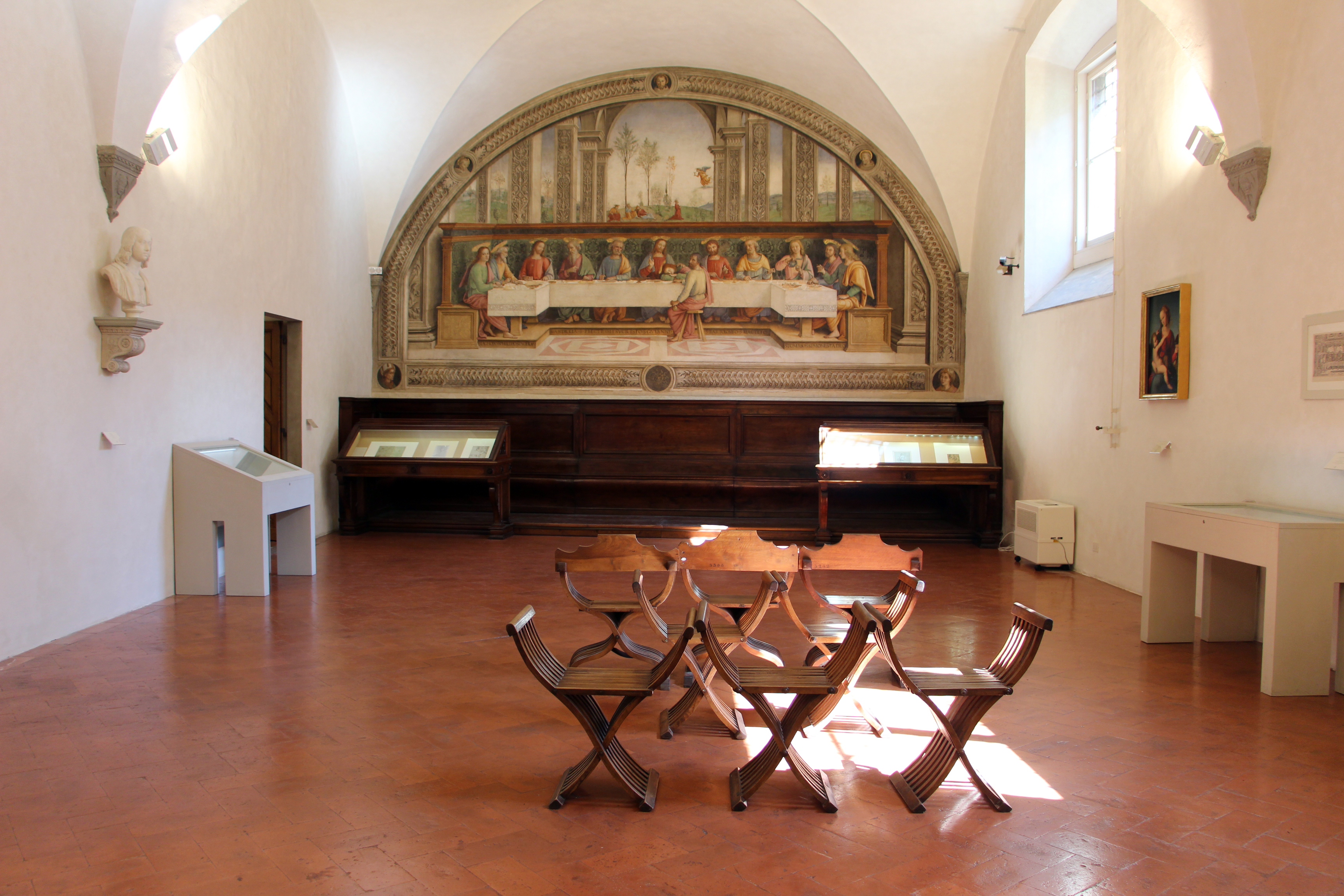
Il Cenacolo di Fuligno del Perugino

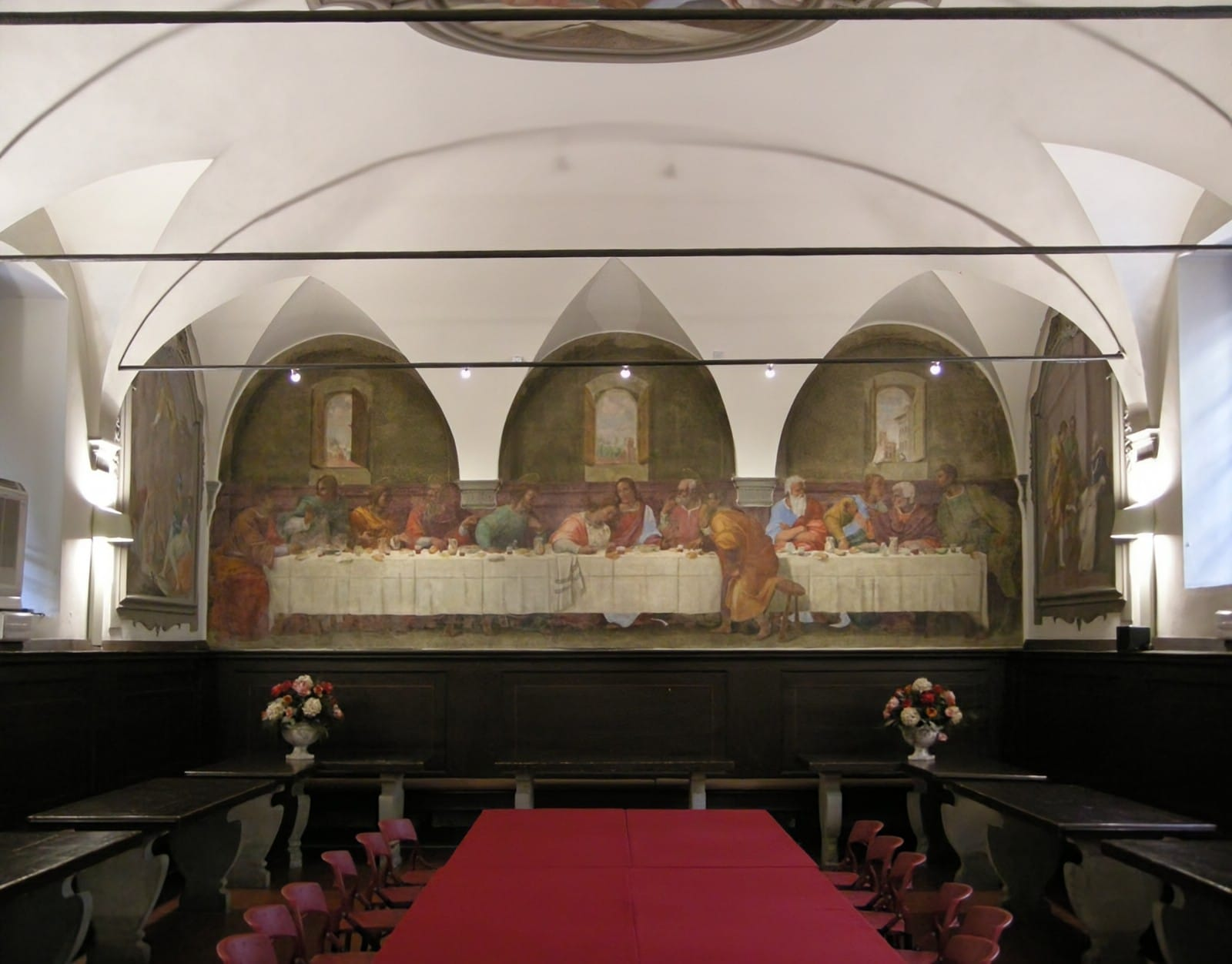
Il Cenacolo della Calza del Franciabigio

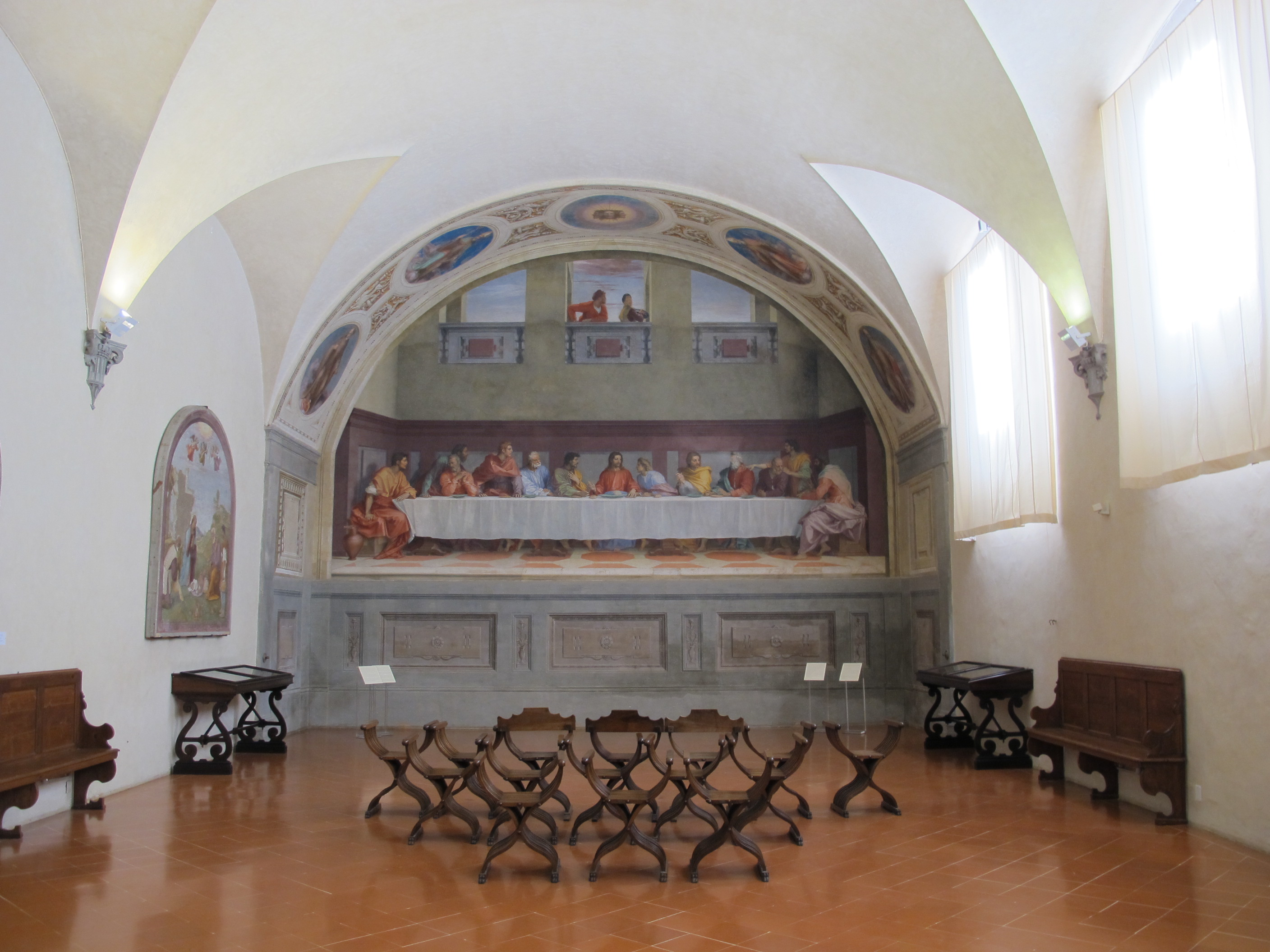
Il Cenacolo di San Salvi, di Andrea del Sarto

A Firenze esistono numerosi affreschi e tavole monumentali con il tema dell'Ultima cena, detti anche Cenacoli, che, per la loro numerosità e ricchezza, rappresentano una sorta di storia trasversale della pittura fiorentina. Spesso al centro di piccoli o grandi musei, i cenacoli permettono un singolare percorso culturale in città attraverso realtà meno conosciute ma di grandissimo interesse culturale.

## Funzione dei cenacoli
Il termine "cenacolo" deriva dal latino Cenaculum, che deriva a sua volta da "cenare", cioè consumare un pasto.
Con questo termine viene generalmente indicata la stanza dove Gesù consumò l'ultima cena con gli Apostoli, durante la quale istituì il sacramento dell'eucaristia e annunciò l'imminenza della sua passione per via del tradimento di uno dei dodici; nella stessa stanza, secondo la tradizione, discese sugli Apostoli lo Spirito Santo il giorno della Pentecoste. Il termine cenacolo viene quindi utilizzato per indicare i dipinti che rappresentano l'Ultima cena.
Rappresentazioni di questo genere erano comuni nella decorazione dei refettori dei maggiori conventi (tanto che "cenacolo" è anche sinonimo di "refettorio") dove i monaci o le monache mangiavano ricordando così l'episodio evangelico avvenuto proprio durante un pasto. Spesso questa raffigurazione era completata da scene della Passione, crocifissione e resurrezione di Cristo, anche se questi episodi vennero via via esclusi dai cicli decorativi a partire dal '400, privilegiando solo la mensa di Gesù con gli apostoli che di solito occupava un'intera parete.
Si sottolineava così il carattere sacro del refettorio, dove i monaci vivevano un momento di vita in comunione. Durante i pasti di solito uno di loro digiunava e leggeva ai confratelli passi evangelici o altri testi sacri, in una sorta di nutrimento del corpo e dell'anima.
Inoltre all'interno di questo ambiente venivano talvolta accolti anche estranei e personalità di riguardo, perciò il refettorio doveva avere un aspetto solenne (ciò non vale per i monasteri con monache di clausura), soprattutto nei refettori delle foresterie, cioè la parte del convento riservata agli ospiti.
Solitamente consisteva in una stanza rettangolare con soffitto a capriate nel Trecento, a cassettoni o a volte nel Quattrocento, che presentava degli affreschi sulla parete opposta all'ingresso. Nel '500 gli affreschi vennero sostituiti da quadri dipinti di grandi dimensioni, su tavola o su tela.
La decorazione del refettorio di solito veniva realizzata nel momento in cui l'ordine religioso a cui apparteneva il convento raggiungeva una consolidata importanza e con il passare del tempo andò ad assumere un'iconografia sempre più peculiare. La diffusione del tema dell'Ultima cena a Firenze è anche legata all'affermarsi della prospettiva nella tecnica pittorica, dando un soggetto ideale ai pittori (con la grande mensa, l'architettura della stanza della scena, ecc...) per dimostrare le proprie capacità in questa specialità.
Nella rappresentazione dell'Ultima Cena il gruppo dei principali attori del dramma sacro sono: Gesù, san Giovanni, san Pietro e Giuda. È su di essi che si concentrano tutti i pittori dei cenacoli, osservando il serrato scambio di battute fra loro. Attorno ad essi gli altri nove apostoli, più spettatori che attori del dramma sacro, partecipano percorsi da dubbiosa agitazione, almeno nei cenacoli più tardi. Fin dagli esempi più antichi gli apostoli sono comunque raffigurati in modo da esprimere una gamma di sentimenti che va dalla sorpresa allo sconforto, all'angoscia, all'interrogazione reciproca, al dubbio di sé. Nelle varie interpretazioni offerte dai pittori del Tre e Quattrocento in Firenze si delineano anche gesti tipici che valgono a caratterizzare il temperamento di alcuni apostoli sulla base di modelli riconoscibili: ad esempio a san Tommaso, notoriamente tendente all'incredulità, viene assegnata la posa di chi dubita.
I pittori hanno dovuto convertire in immagini i testi differenziati, se non addirittura contraddittori, dei quattro Evangelisti, che comunque si trovano d'accordo su alcuni episodi salienti dell'Ultima Cena: l'annuncio del tradimento di uno dei commensali da parte del Cristo, l'accorata domanda collettiva ("Sono forse io, Signore?"), la risposta di Cristo sull'identificazione del traditore ("colui che intingerà insieme con lui la mano col pane nel catino"), lo scambio di battute con Giuda, la benedizione del pane e del vino, la prima eucaristia.
Gli artisti si ispirarono principalmente al vangelo di Giovanni e si cimentarono in una raffigurazione sintetica e simultanea di tutti gli eventi ricordati, conferendo il dovuto risalto ai protagonisti del drammatico colloquio.

## I cenacoli fiorentini
La produzione di queste opere fu soprattutto un fenomeno fiorentino, sebbene il cenacolo più famoso, quello per il convento di Santa Maria delle Grazie di Leonardo da Vinci, si trovi a Milano. Nonostante ciò Leonardo stesso ebbe modo di vedere e fu sicuramente influenzato dai cenacoli realizzati prima del 1495, mentre i cenacoli successivi a quello di Milano mostrano l'influenza che a sua volta Leonardo esercitò sugli artisti fiorentini, grazie alle numerose copie e disegni della sua opera che subito iniziarono a circolare.
Altri artisti fiorentini furono chiamati a cimentarsi su questo tema fuori dalla loro città, come ad esempio il Ghirlandaio alla badia di Passignano, Cosimo Rosselli nella cappella Sistina, o Bernardino Poccetti alle certose di Pisa e di Siena.
Molti dei cenacoli fiorentini furono con il tempo dimenticati nei monasteri e solo con le soppressioni dei primi dell'Ottocento si riscoprirono molte di queste opere d'arte fino ad allora celate agli occhi del pubblico. Nell'entusiasmo generale furono fondati numerosi musei in loco per ammirarli, istituzioni che tuttora esistono, gestite per lo più dalla Soprintendenza e dal Comune.

## Trecento

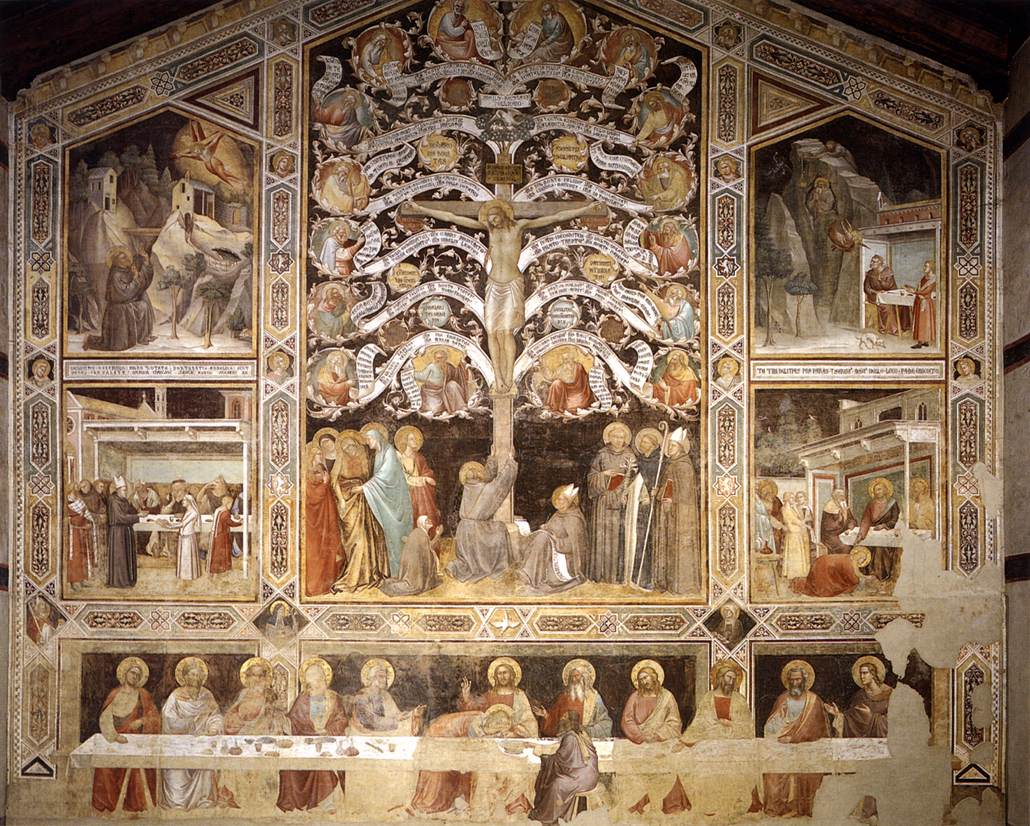
Ultima Cena, albero della Vita e quattro scene di miracolo di Taddeo Gaddi, Santa Croce

### Cenacolo di Santa Croce
Il Cenacolo di Santa Croce (1355 circa), nel refettorio del convento di Santa Croce, fu affrescato da Taddeo Gaddi. È solo una delle scene, riempiendo la fascia inferiore di un grande e complesso Albero della Vita con altre scene. Anticamente attribuita a Giotto, l'Ultima Cena è forse è la prima grande rappresentazione di tale tema a Firenze.
La scena si svolge nel tipico momento nel quale Gesù annuncia il tradimento di uno degli Apostoli. Giuda è rappresentato isolato, sull'altro lato del tavolo, unico di schiena e volutamente isolato dal resto dei compagni. Questa tradizione consolidata verrà spezzata solo da Leonardo da Vinci e in alcuni dei cenacoli cinquecenteschi. Qui la sua posa è molto marcata dall'atto di allungare il braccio per inzuppare un pezzo di pane nel catino comune davanti a Gesù, a rivelare il suo tradimento secondo una scrupolosa rappresentazione del passo evangelico. San Giovanni è completamente sdraiato e dormiente sulla gambe di Cristo, in un atteggiamento di grande familiarità.
Gli apostoli sono scanditi a distanza regolare, davanti a un tavolo realizzato con una prospettiva intuitiva che permette di vedere le vivande e, in basso, le gambe e i piedi dei commensali. Lo sfondo è scuro e piatto, con la riproposizione delle cornici decorative che scandiscono la parte superiore, anche dietro agli apostoli.

### Cenacolo di Santo Spirito

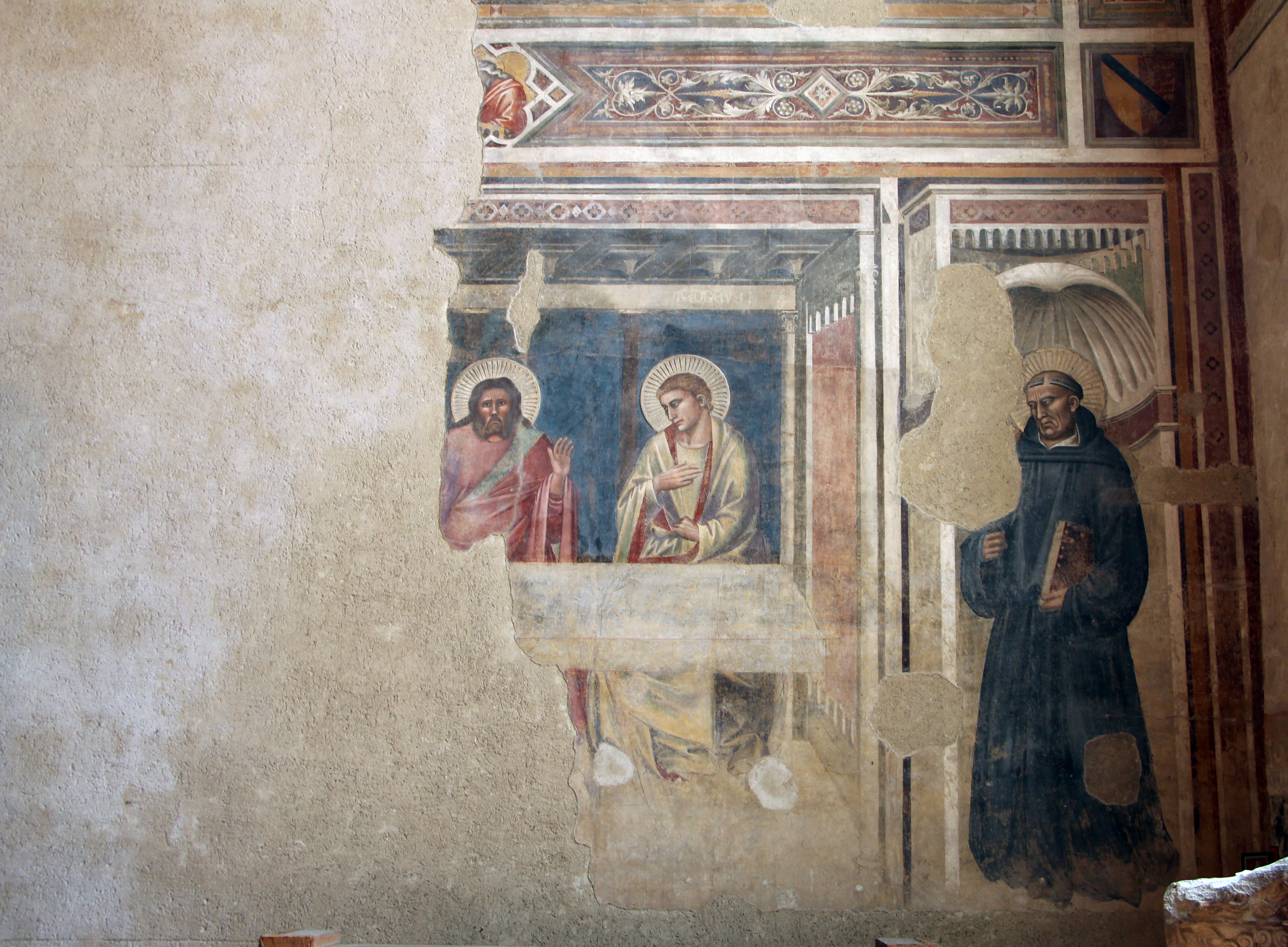
Andrea Orcagna, Cenacolo di Santo Spirito (frammento)

Il Cenacolo di Santo Spirito (1360-65 circa), nel convento agostiniano della basilica di Santo Spirito, si trova nell'antico refettorio, che ebbe poi in seguito vari usi e che oggi ospitata il Museo della Fondazione Salvatore Romano. Eseguito da Andrea Orcagna, ne restano solo due frammenti alle estremità, poiché la parte centrale fu distrutta dall'apertura della parete. Anche qui, come in Santa Croce, l'episodio dell'Ultima cena è solo di contorno al ben più grande affresco della Crocifissione, che domina la parete nella parte superiore.
A sinistra resta un frammento minimo, mentre a destra uno più consistente con due apostoli (san Tommaso, dall'espressione eloquentissima, e un altro) e un santo agostiniano entro una nicchia. L'impostazione delle figure degli apostoli ben separati fa pensare a un lavoro simile a quello del Gaddi in Santa Croce. Si nota tuttavia una parete e dei lacunari a goccia sul soffitto, che sembrano anticipare le "scatole prospettiche" vere e proprie degli artisti rinascimentali.

## Quattrocento

### I cenacoli a monocromo

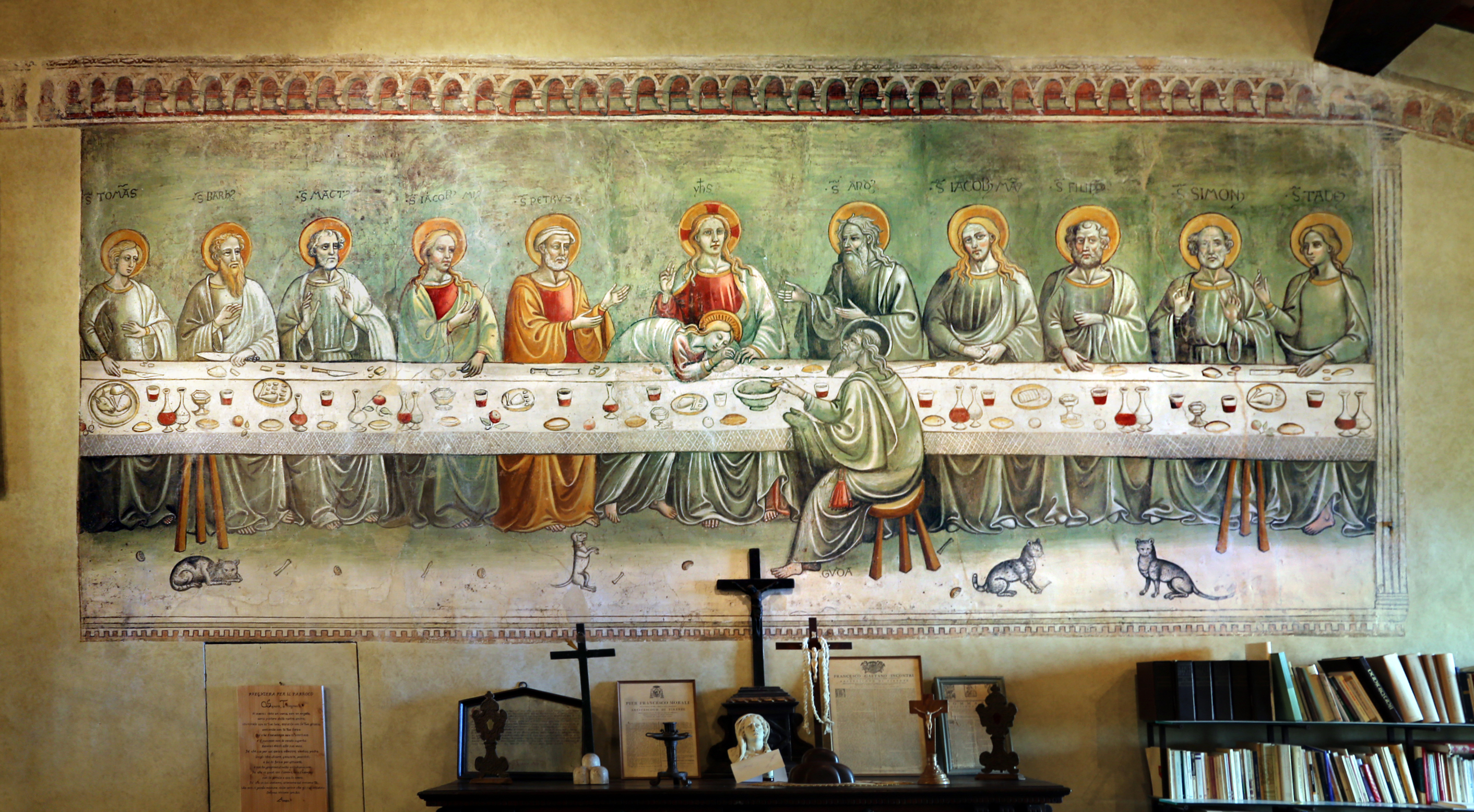
Il Cenacolo di Cercina

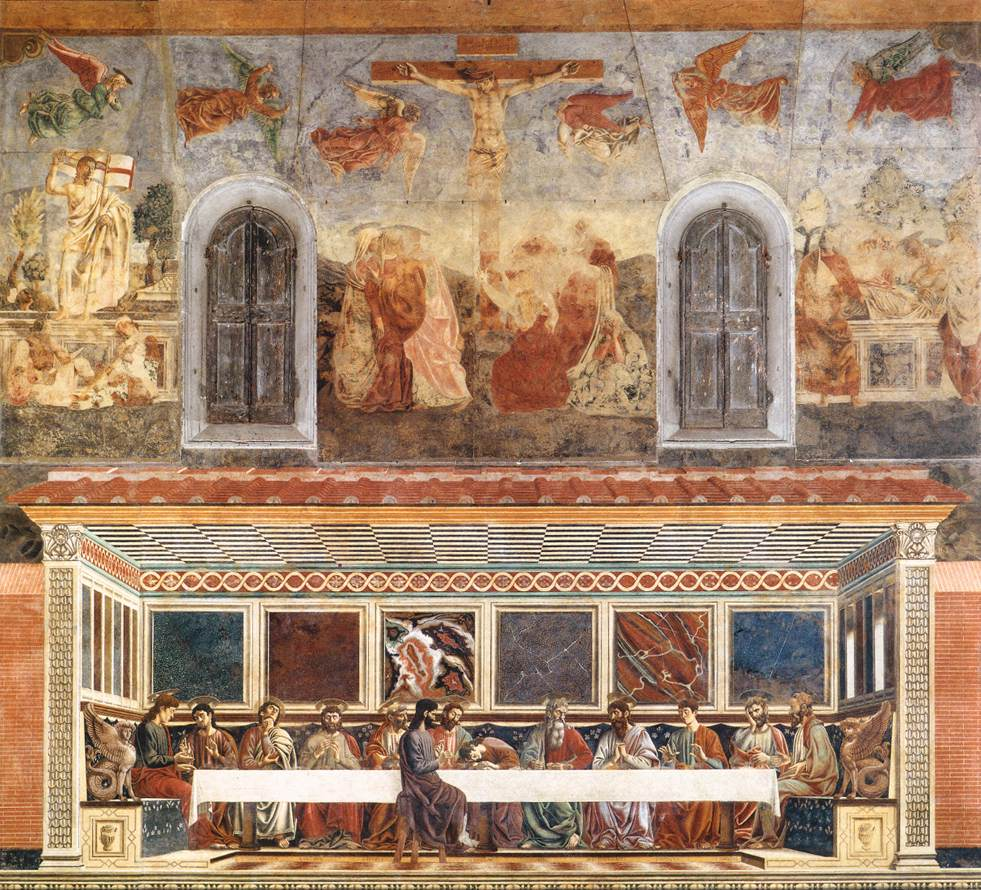
Andrea del Castagno, Cenacolo di Sant'Apollonia

Nella prima metà del Quattrocento erano abbastanza diffuse le pitture a monocromo in terra verde o a tricromia con l'aggiunta del color terra, soprattutto negli ambienti monastici. Di quel periodo ci sono pervenuti alcuni cenacoli. Tra questi spiccano quello della pieve di Sant'Andrea a Cercina (Sesto Fiorentino) e dello Spedale di San Matteo (frammentario, oggi nell'Accademia di Belle Arti), entrambi riferiti a Stefano di Antonio Vanni. Si tratta di opere legate ancora al gusto gotico, con gli apostoli allineati al tavolo, Giuda sul lato opposto, e la tavolata realizzata con una prospettiva incerta, anche col piano parzialmente ribaltato verso lo spettatore per mostrare al meglio le vivande consumate.
Altri cenacoli di quello stile, ma di mano anonima, sono quello di Santi Simone e Giuda, di San Remigio e di Santa Maria a Campi. Un altro cenacolo tardogotico, ma colorato, è quello frammentario del convento di Fuligno, riferito a Bicci di Lorenzo. 

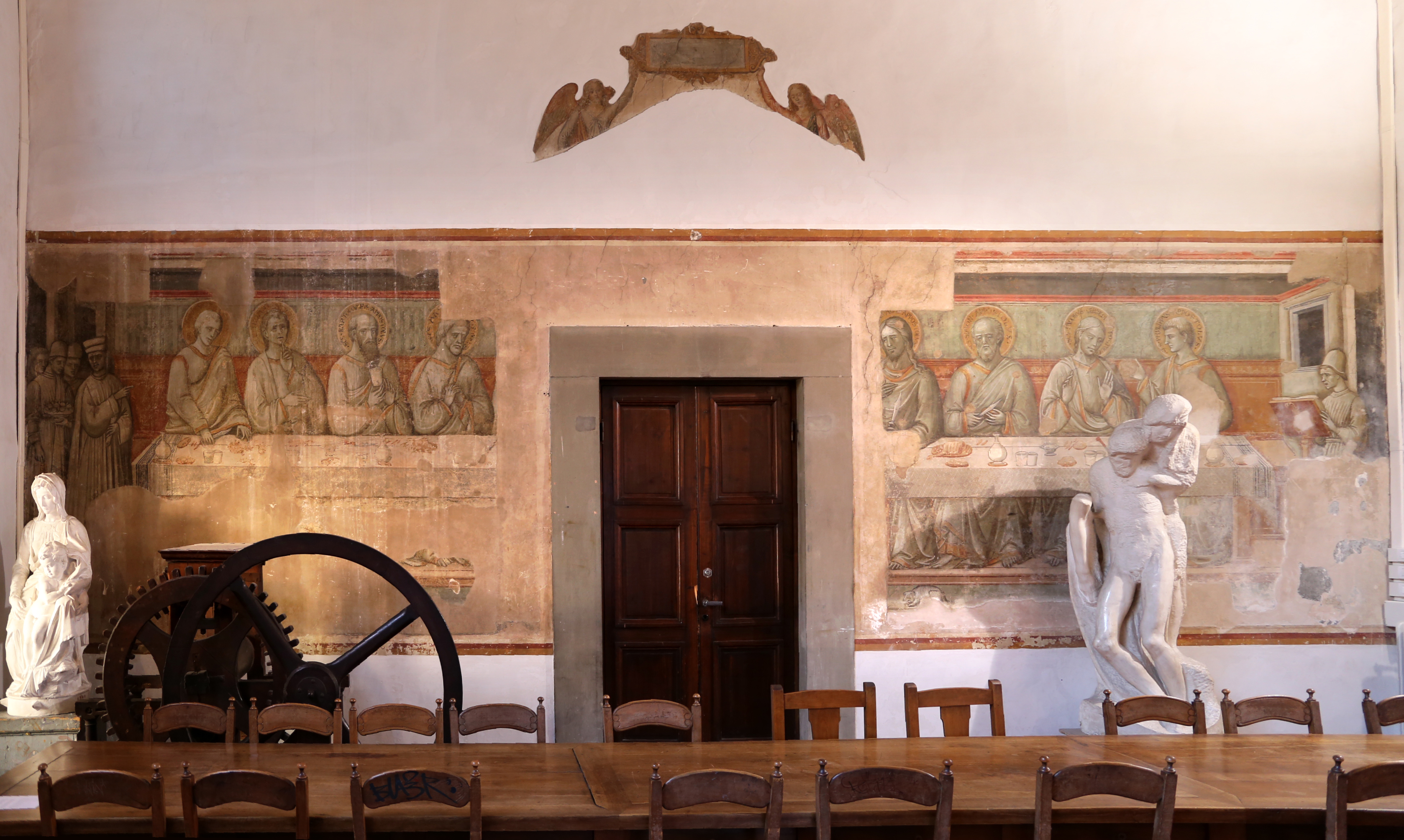
Il Cenacolo di San Matteo
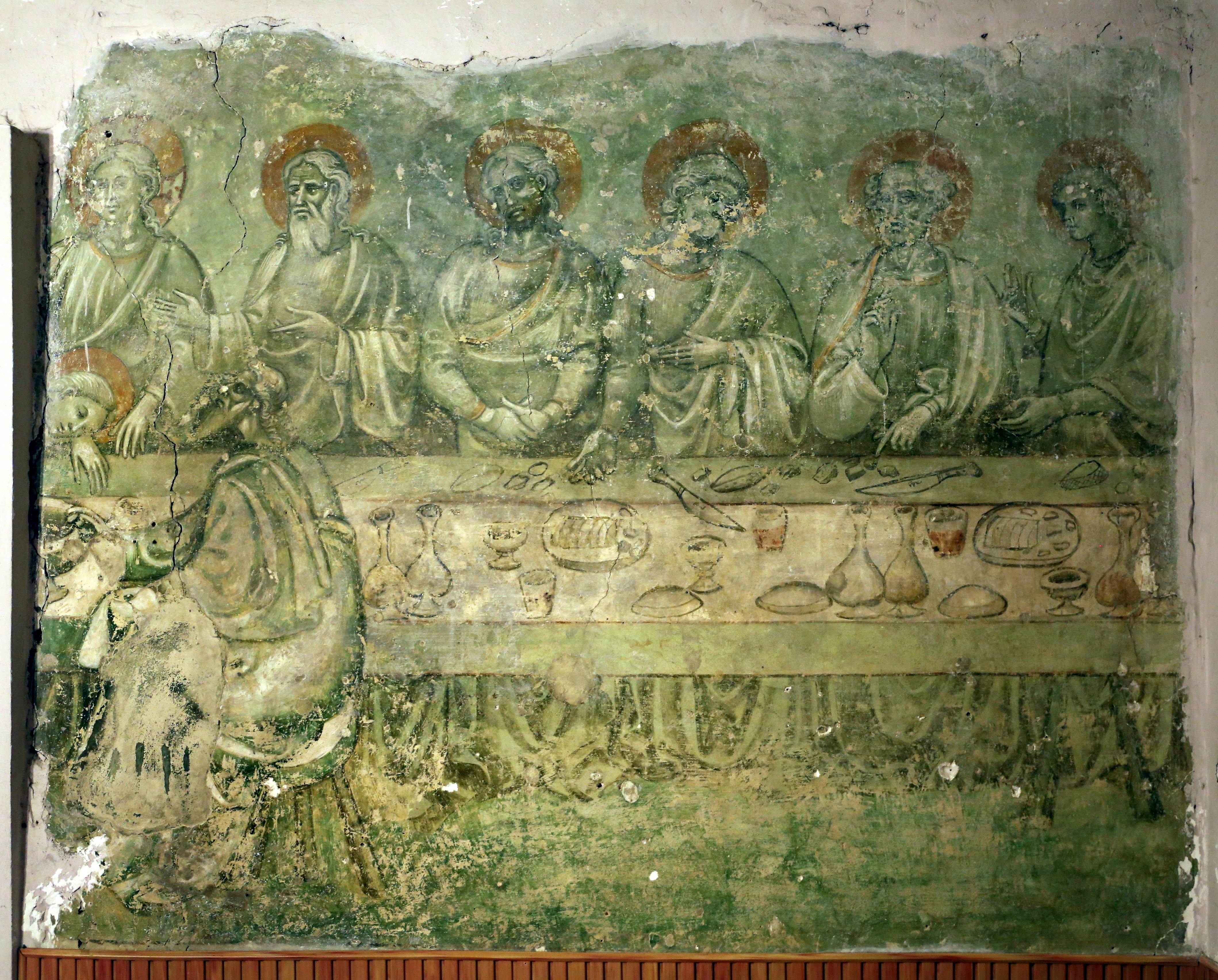
Il Cenacolo di San Cristofano a Novoli
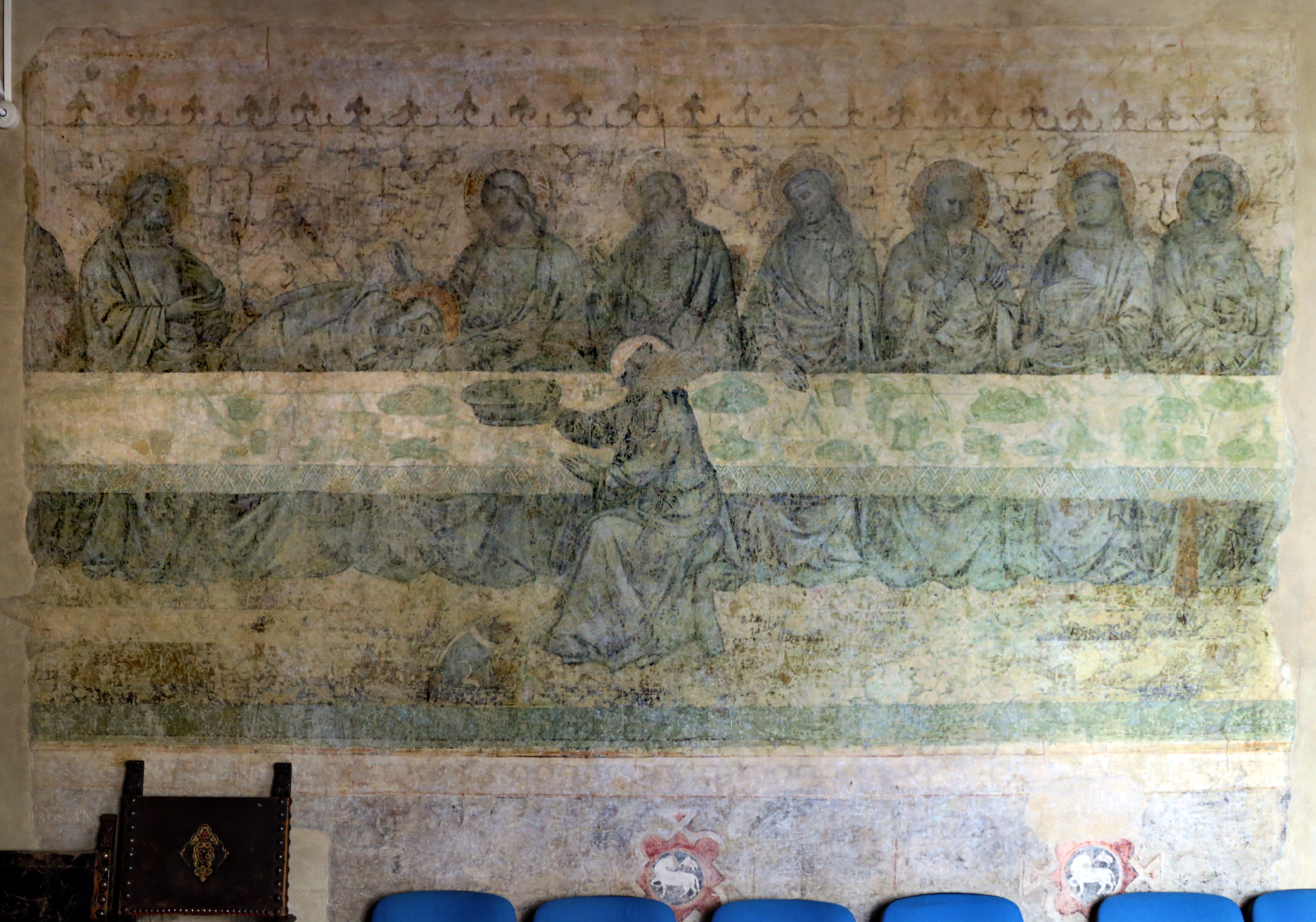
Il Cenacolo di San Remigio
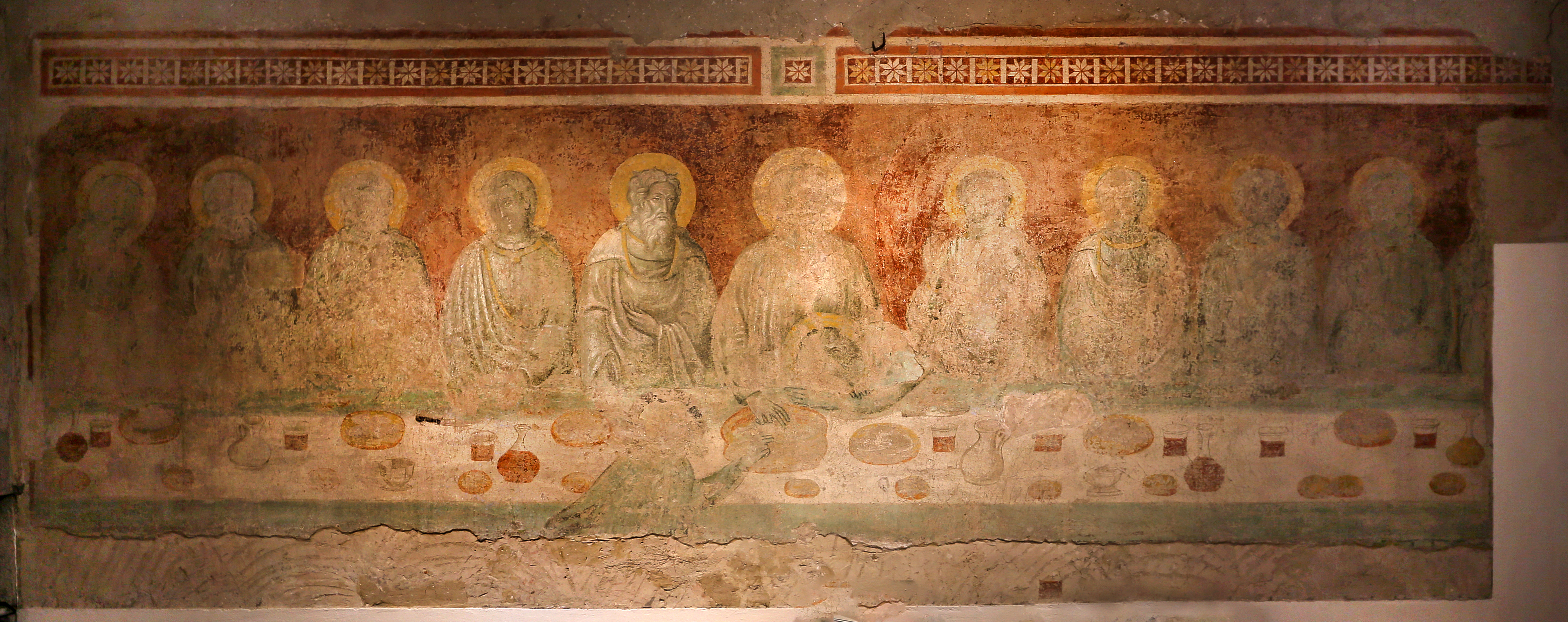
Il Cenacolo di Santa Maria a Campi Bisenzio
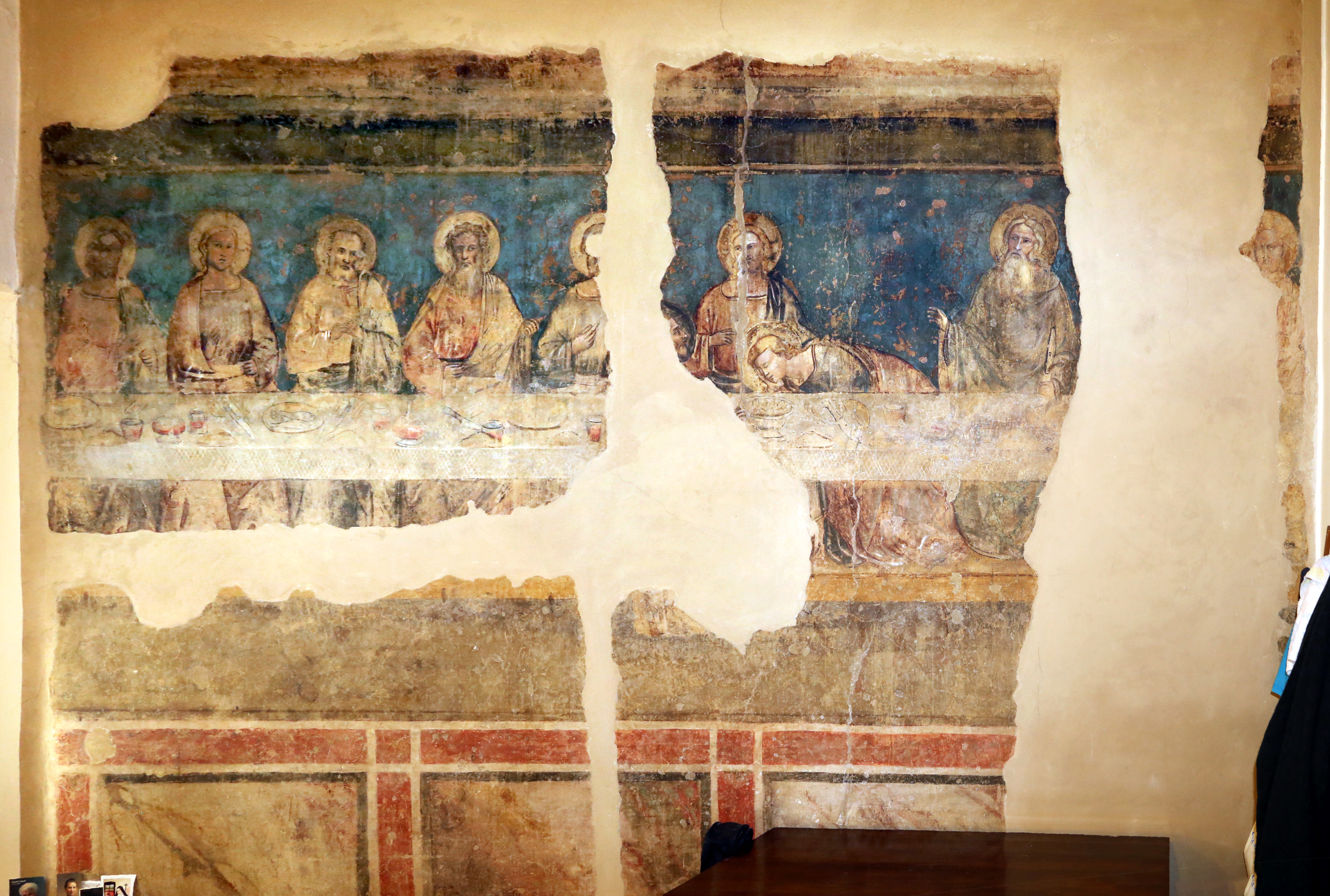
Il Cenacolo dei Santi Simone e Giuda
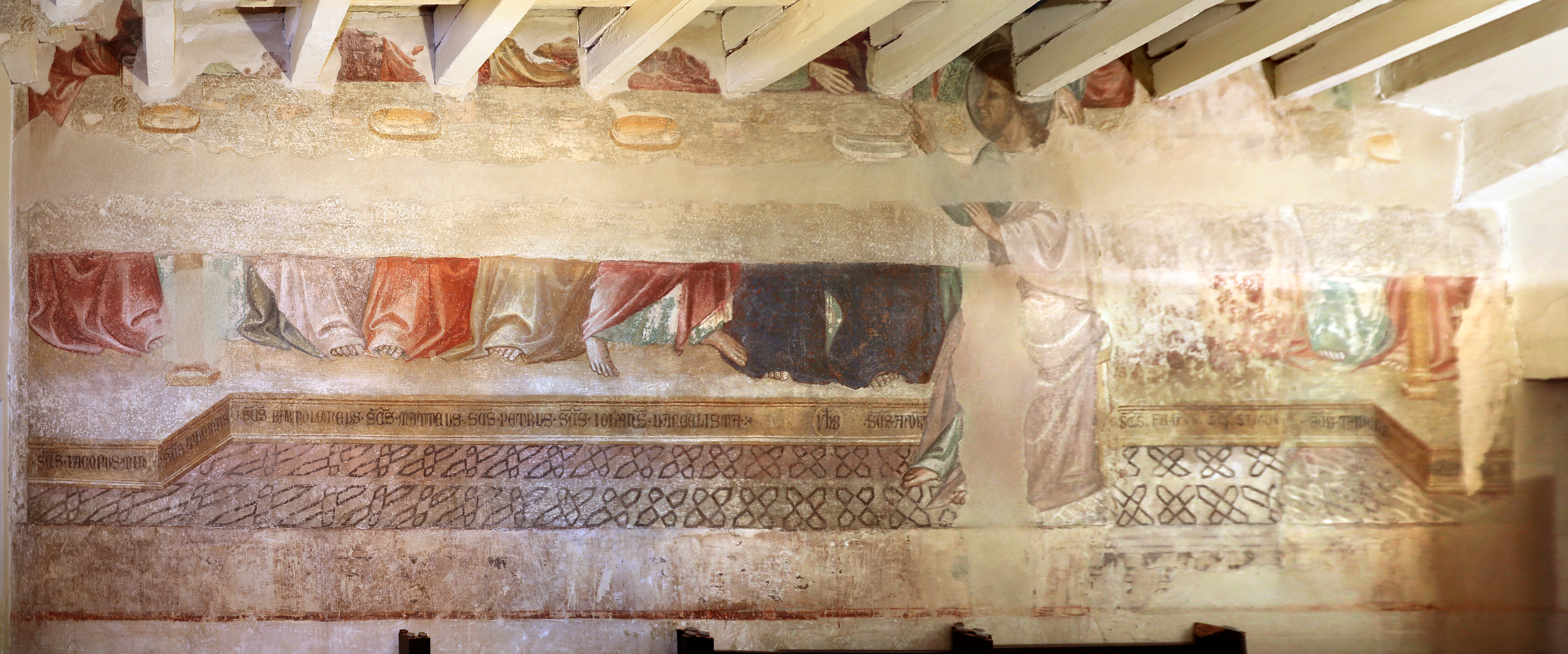
Il Cenacolo di Sant'Onofrio di Fuligno

### Cenacolo di Santa Apollonia
Il Cenacolo di Santa Apollonia (1450 circa) è una delle opere più significative di Andrea del Castagno, ed è il primo cenacolo in stile rinascimentale affrescato. 
Come nei cenacoli trecenteschi è sovrastato da altri episodi del Nuovo Testamento, quali la Crocifissione, la Deposizione nel sepolcro e la Resurrezione, queste scene però sono ormai spostate più in alto, dando maggior risalto all'Ultima cena. Il cenacolo è rappresentato in una finta stanza realizzata con un sapiente uso della prospettiva e definita fin nei minimi dettagli, dalle tegole del tetto alle lastre del pavimento. Qualche indecisione appare nello scorcio dei lati, molto eccentuato per la decorazione architettonica e pressoché assente per le figure umane. Giuda è rappresentato consuetamente di spalle, ma è rara la collocazione a sinistra di Gesù invece che a destra. Viene inoltre eliminato il didascalico gesto dell'immersione del tozzo di pane nel piatto, sostituito dall'espressione pensosa e malinconica del traditore. San Giovanni è sempre dormiente, con la testa appoggiata sulle braccia conserte e sembra ricevere una benedizione dal Signore che lo sta guardando.
La lastra di marmo screziato al centro attrae l'attenzione dello spettatore nel nodo focale della scena. Gli altri apostoli, sebbene più vicini, sono ancora per lo più isolati l'uno dall'altro, anche se iniziano ad essere presenti sguardi e gesti tra l'uno e l'altro, soprattutto alle estremità, dove compaiono per la prima volta apostoli a capotavola di profilo.

### Cenacolo della Badia di Passignano

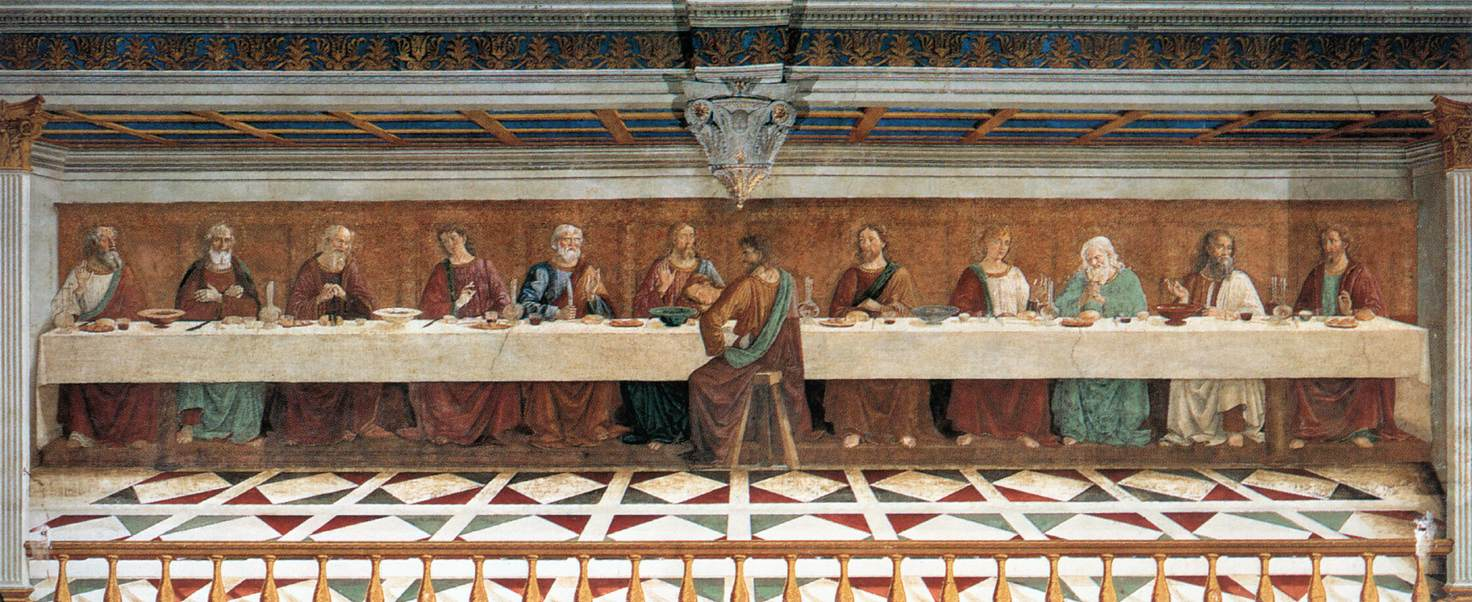
Fratelli Ghirlandaio, Cenacolo della Badia di Passignano.

Il Cenacolo della Badia di Passignano (1476) è la prima rappresentazione dell'ultima cena di Domenico Ghirlandaio, con l'aiuto del fratello Davide. Si trova fuori della città, nella vicina Badia a Passignano, nei pressi di Tavarnelle Val di Pesa. Anche qui è presente la scatola prospettica, come sottolinea la presenza di una balaustra nella parte inferiore, come se gli apostoli stessero cenando in una terrazza affacciata sullo spazio del refettorio. La prospettiva però non è impeccabile, in quanto le figure degli apostoli sono sproporzionate rispetto al basso soffitto. Accantonata è invece la rappresentazione di personaggi a capotavola, secondo uno schema più semplice su un'unica fila del tavolo, Giuda a parte. La struttura geometrica irrigidisce ancora la rappresentazione, ma i colori più caldi danno un'atmosfera più addolcita. Giuda si trova sempre isolato, l'unico apostolo a dare la schiena allo spettatore, per sottolineare la sua negatività rispetto agli altri girati davanti.
Al posto della Crocifissione, nelle lunette soprastanti si trovano due scene della Genesi, dall'analogo significato legato al tema della Redenzione. Dipinte qualche anno prima da Bernardo di Stefano Rosselli, rappresentano la Cacciata dal Paradiso terrestre e Caino che uccide Abele.

### Cenacolo di Ognissanti

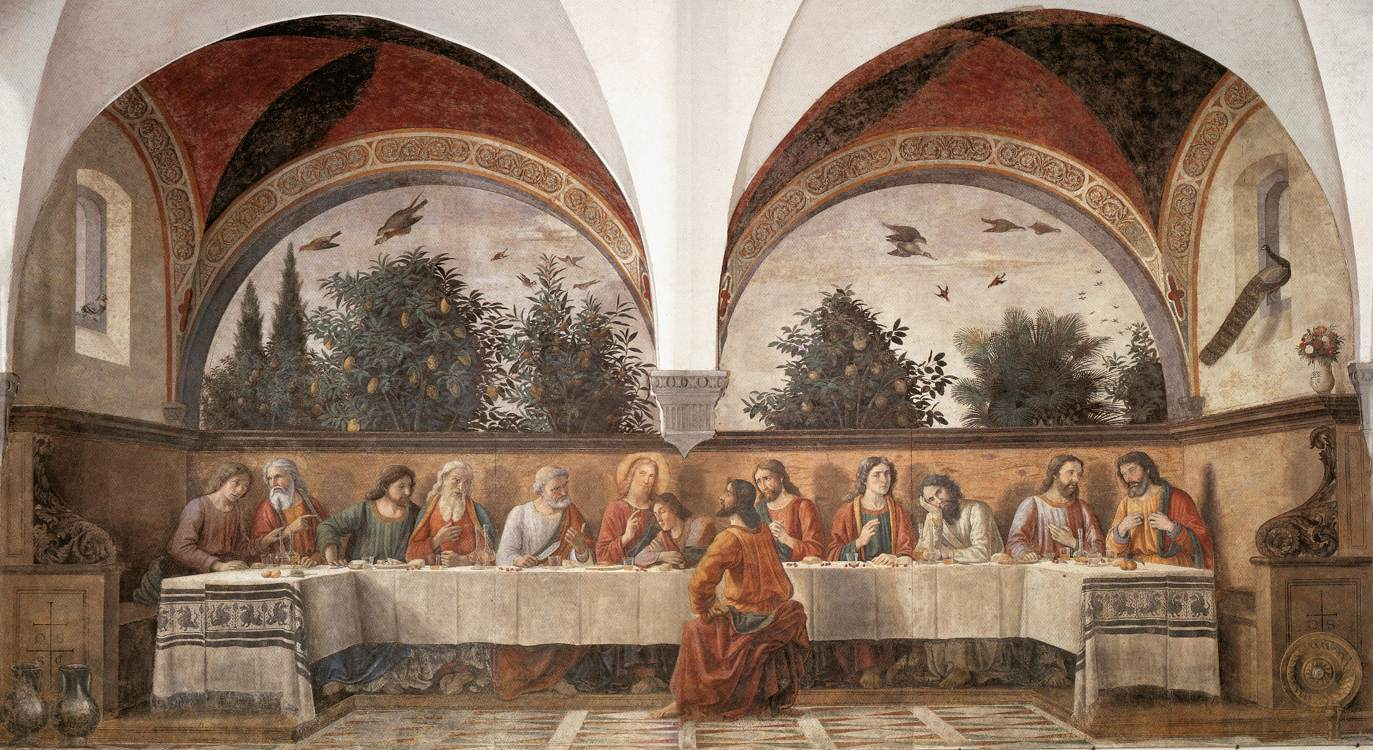
Ghirlandaio, Cenacolo di Ognissanti.

Dopo aver affrescato un perduto cenacolo in San Donato in Polverosa, il Ghirlandaio si dedicò a quello di Ognissanti (1480). 
Di dimensioni molto grandi (8 metri di larghezza), rappresenta il raggiungimento degli altissimi canoni estetici del Rinascimento maturo. L'ambientazione architettonica è ampliata notevolmente coinvolgendo anche le lunette, a creare una sorta di loggiato aperto che dialoga con la reale architettura della parete. Convincente è la resa del tavolo a forma di ferro di cavallo, e la resa luminosa.
La scena si svolge tradizionalmente nel momento in cui Gesù annuncia il tradimento di uno degli apostoli. Il rigido isolamento delle singole figure appare qui definitivamente rotto, con gli apostoli che si piegano l'uno verso l'altro. Mirabile è la resa delle varie emozioni che movimentano il gruppo degli apostoli. San Giovanni, di solito dormiente, sembra essersi appena risvegliato per il clamore destato dall'annuncio di Cristo. Giuda è ancora al di qua del tavolo, Giovanni addormentato in grembo a Gesù.
Sparita è la rappresentazione della Crocifissione, ma richiamata da un gran numero di uccelli e piante dalla consolidata lettura simbolica nella metà superiore del dipinto.

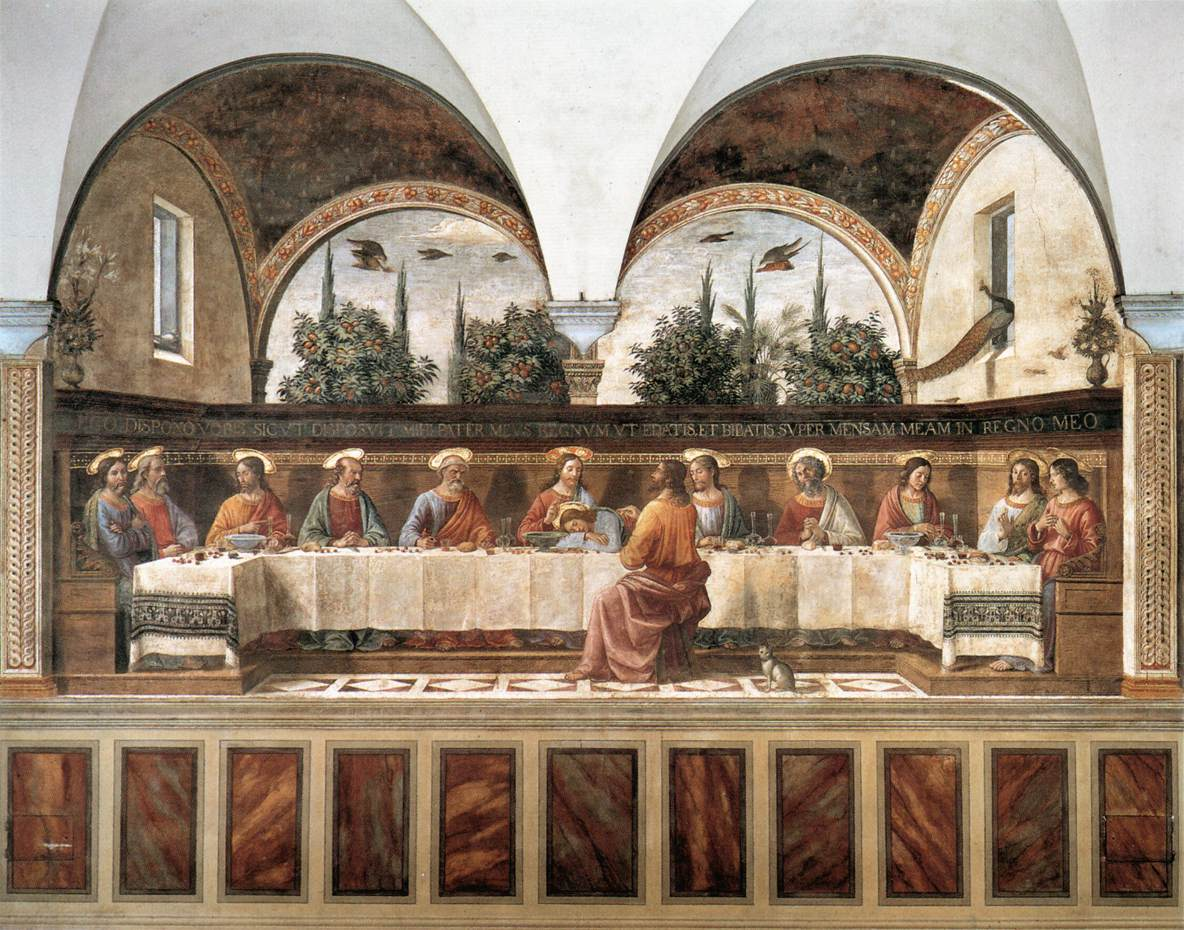
Ghirlandaio, Cenacolo di San Marco.

### Cenacolo di San Marco
Il Cenacolo di San Marco (1482), sempre di Domenico Ghirlandaio, è una versione in scala più ridotta del precedente. 
L'ambientazione scenica è pressoché identica al Cenacolo di Ognissanti (leggermente più profonda) e in un certo senso ne rappresenta il "fotogramma" successivo, quando Gesù ha già detto che qualcuno lo tradirà e ha già dato il pane a Giuda, ancora isolato rispetto agli altri. Perciò, passato il momento culminante, gli animi appaiono più distesi. San Giovanni è addormentato a destra del Signore, mentre in quello di Ognissanti sembrava essersi appena svegliato.

### Cenacolo dei Santi Girolamo e Francesco alla Costa
Nell'ex-convento dei Santi Girolamo e Francesco alla Costa si trova un grande affresco dell'Ultima Cena riferito alla bottega di Cosimo Rosselli, datato 1487. Mostra un tavolo a ferro di cavallo aperto, oltre lo schienale, su un cielo limpido in cui si stagliano tre alberi carichi di frutta e volano uccelli che si accoppiano. Elementi stilistici derivano sia dai cenacoli di Ghirlandaio, sia da quello di Andrea del Castagno, dal quale è mutuata abbastanza fedelmente la figura di Giuda, separata dalle altre sul lato opposto del tavolo. Alla pacata scena dovette guardare anche il Perugino quando affrescò, alcuni anni dopo, il Cenacolo di Fuligno.

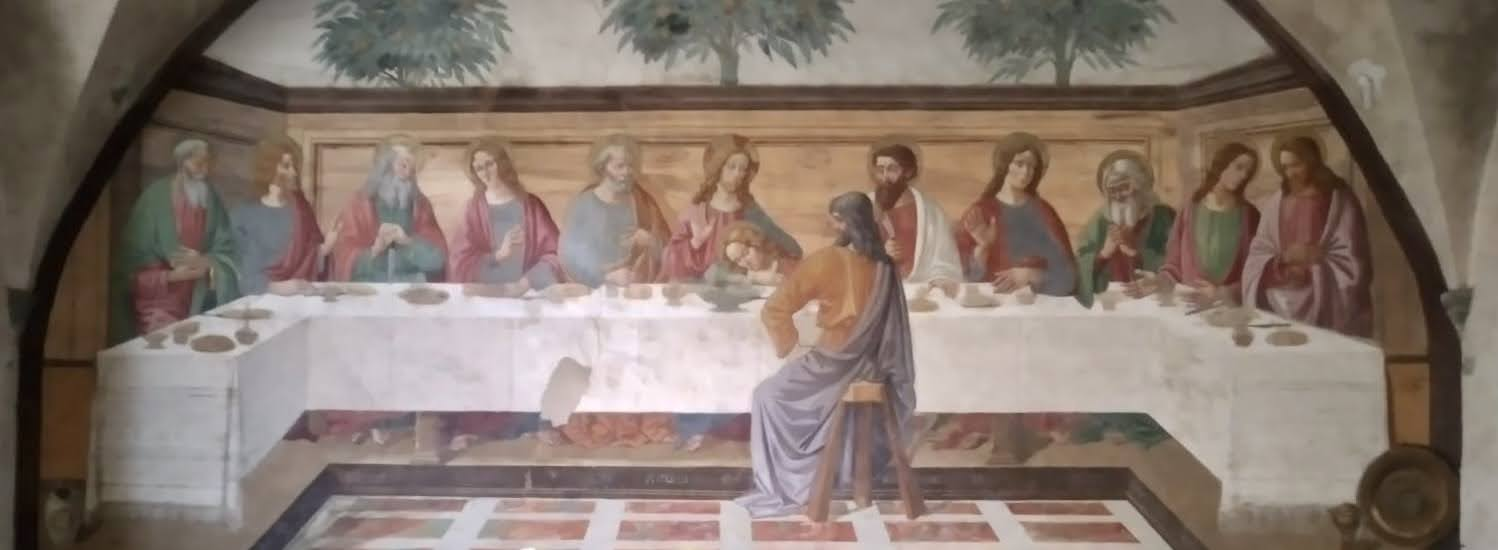
Cenacolo San Girolamo alla Costa attribuito alla scuola di Cosimo Rosselli, 1487

### Cenacolo di Fuligno

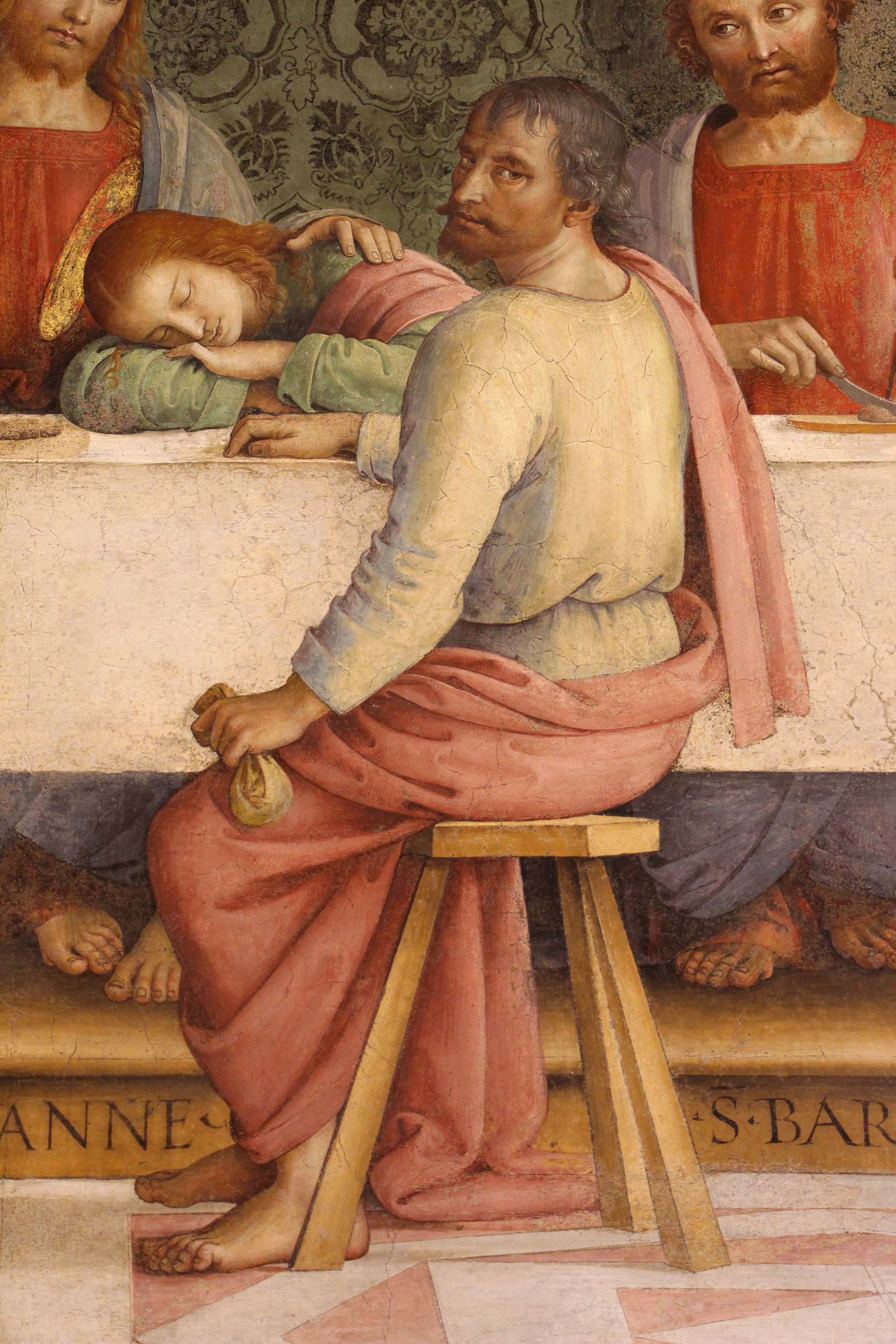
Perugino, Cenacolo di Fuligno, dettaglio.

Il Cenacolo di Fuligno (1495), di Pietro Perugino e aiuti, era stato inizialmente attribuito a Raffaello. Si trova nell'ex convento delle Terziarie francescane di Sant'Onofrio, dette monache di Fuligno (o Foligno, dal nome della città di origine dell'ordine).
Solenne è l'ambientazione architettonica, con un loggiato aperto in cui si inserisce la "scatola" aperta degli scranni del cenacolo. In alto, lontana nel paesaggio, torna una scena della Passione, l'Orazione nell'Orto.
La scena è molto pacata e i commensali sembrano mangiare e discutere quietamente fra di loro, ancora inconsapevoli del tradimento di uno degli apostoli. Ciascuno appare tornato al proprio isolamento, accantonando la maggiore interazione data dal Ghirlandaio nel Cenacolo di Ognissanti. Giuda è rappresentato ancora di spalle e, a maggior sottolineatura della sua identità, ha in mano un sacchetto che contiene le monete ricevute in cambio del tradimento di Gesù: si gira pensoso verso lo spettatore, quasi attraversato da un attimo di ripensamento. San Giovanni dorme di un profondo sonno, mentre il Cristo gli appoggia placidamente una mano sulla spalla.

## Cinquecento

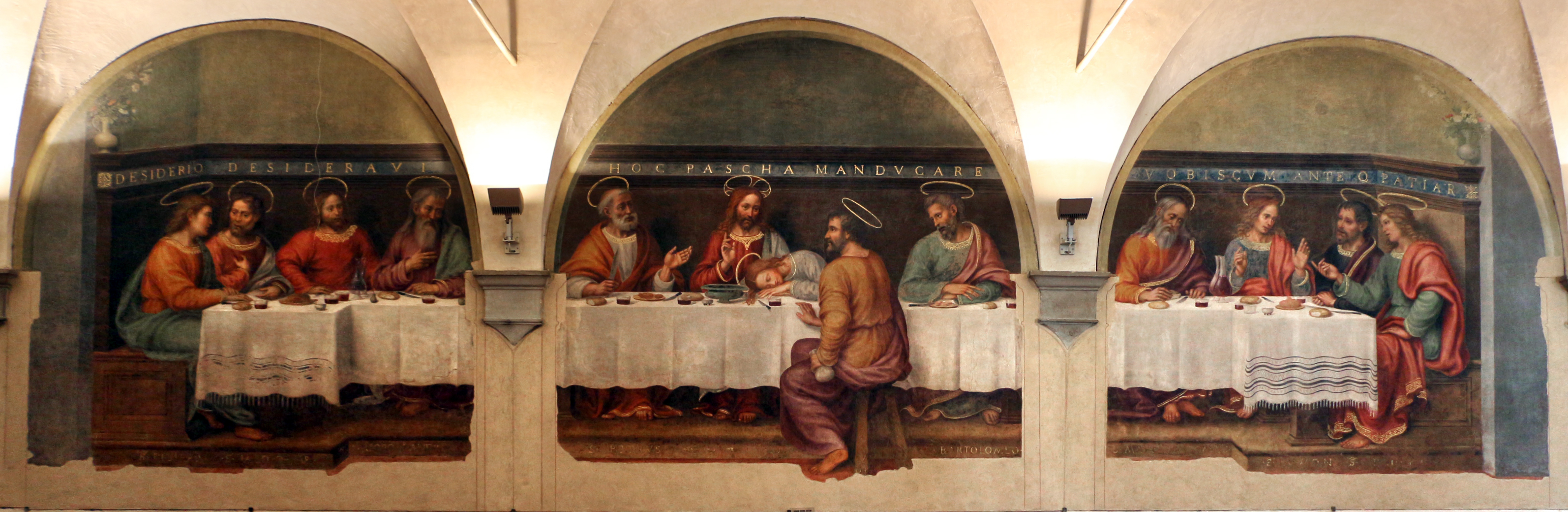
Il Cenacolo di Candeli

### Cenacolo di Candeli
Il Cenacolo di Candeli, attribuito a Giovanni Antonio Sogliani, risale agli anni 1510-1514 circa. Evidente derivazione del cenacolo del Perugino, ne riprende il tono e lo schema compositivo, pur semplificandolo. Tale apparenza è però oggi alterata dalla cancellazione, nel Settecento, dei parati architettonici che alludevano a un loggiato retrostante.
Si tratta di un'opera di buona maniera, ben meno complessa dell'affresco di San Domenico e i compagni nutriti dagli angeli dipinto dallo stesso autore nel 1536 nel refettorio della foresteria del convento di San Marco, che appartiene però a un'altra iconografia.

### Cenacolo della Calza

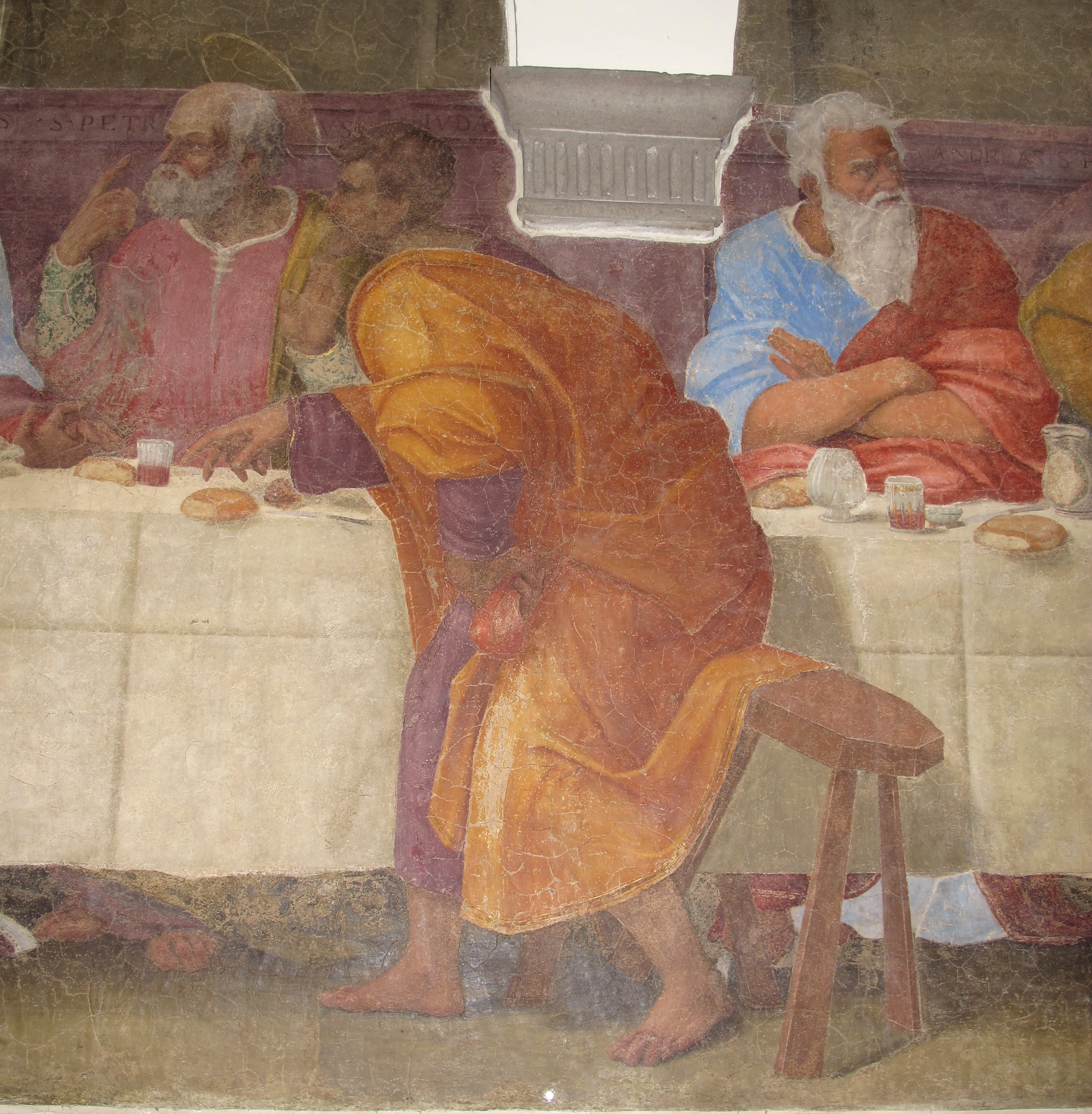
Franciabigio, il Cenacolo della Calza (dettaglio)

Il Cenacolo della Calza (1514) fu dipinto dal Franciabigio nel convento di San Giovanni Battista della Calza, in Oltrarno. Primo e pressoché unico che tenga conto esplicitamente del cenacolo Vinciano (visto probabilmente con una copia), è anche la rappresentazione più dinamica e concitata del tema a Firenze. Giuda torna ad essere rappresentato di spalle, nell'atto di alzarsi facendo cadere lo sgabello e rovesciando la saliera con il braccio per l'agitazione, sorpreso dalle parole di Gesù che lo accusano. San Giovanni, alla destra del Cristo, sembra preso da un mancamento e sta facendo cadere la testa sulla braccia.
Il Franciabigio imprime una forte spinta dinamica a tutta la scena, dando grande risalto alla gamma di emozioni provata dagli apostoli, con un'aura psicologica turbata e un grande impeto passionale. Gli apostoli si volgono l'un l'altro e giungono perfino ad alzarsi con una libertà di movimento fino allora sconosciuta negli affreschi fiorentini. L'ambientazione scenica è una stanza ombrosa, in cui si aprono tre finestre in corrispondenza delle lunette, oltre le quali si vedono luminose vedute del circondario del monastero.

### Cenacolo di Monteoliveto
Il Cenacolo di Monteoliveto fu dipinto dal Sodoma, artista di origine piemontese spesso attivo a Siena e spesso richiesto dagli Olivetani. Databile al 1515-1516, è oggi ridotto allo stato di frammento, staccato e ricollocato dentro la chiesa, accanto alla sua sinopia. L'impostazione della scena è tradizionale, alla Ghirlandaio, aggiornata però da una forte resa volumetrica e un accentuato colorismo nelle figure dei protagonisti, derivate dal nascente gusto manierista che si ispirava a Michelangelo. Nella figura di Giuda, sul lato esterno del tavolo, l'artista inserì spregiudicatamente il proprio autoritratto, mentre si volge con un'espressione quasi di sfida allo spettatore.

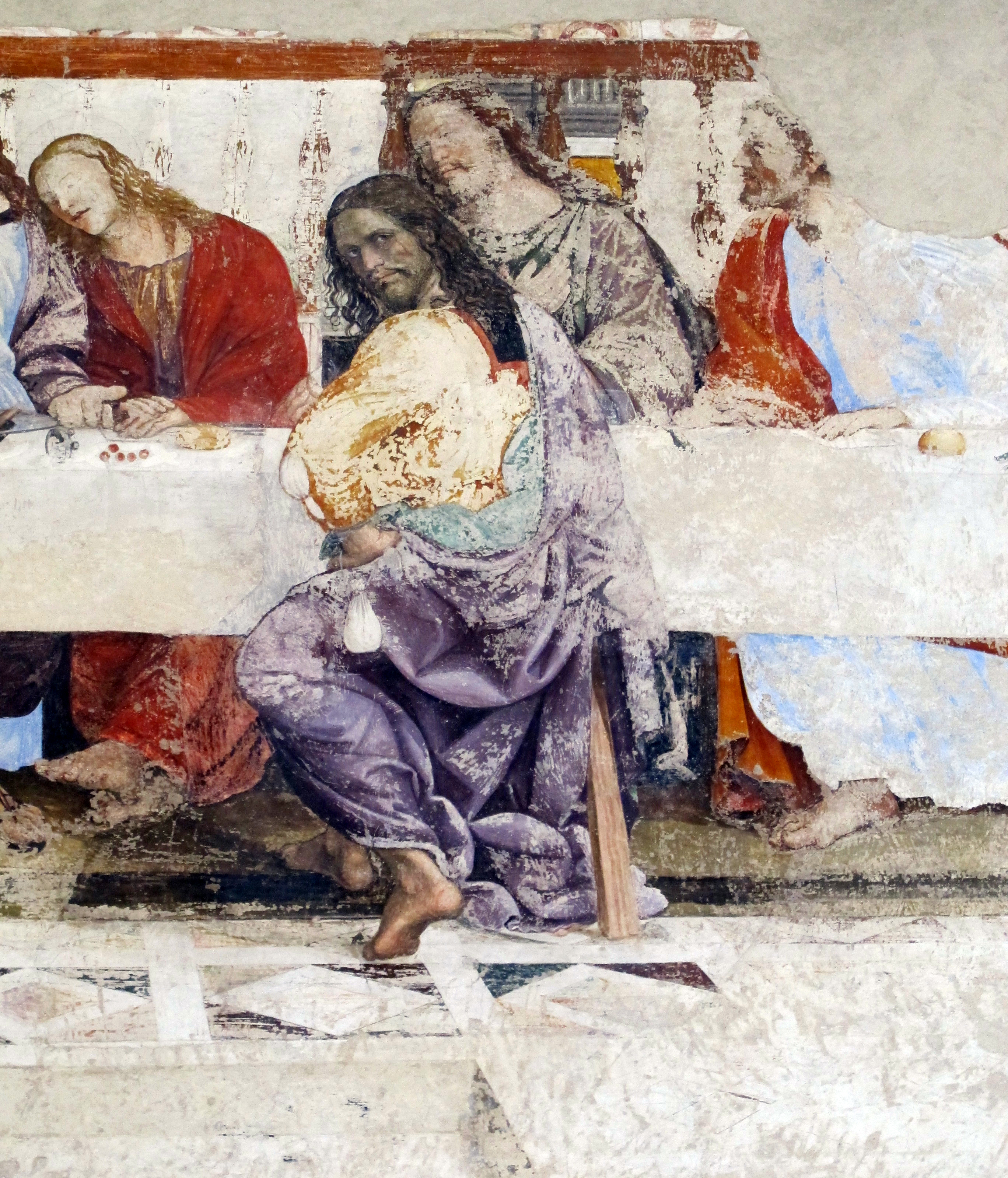
Il Cenacolo del Sodoma a Monteoliveto, dettaglio

### Cenacolo del Portico

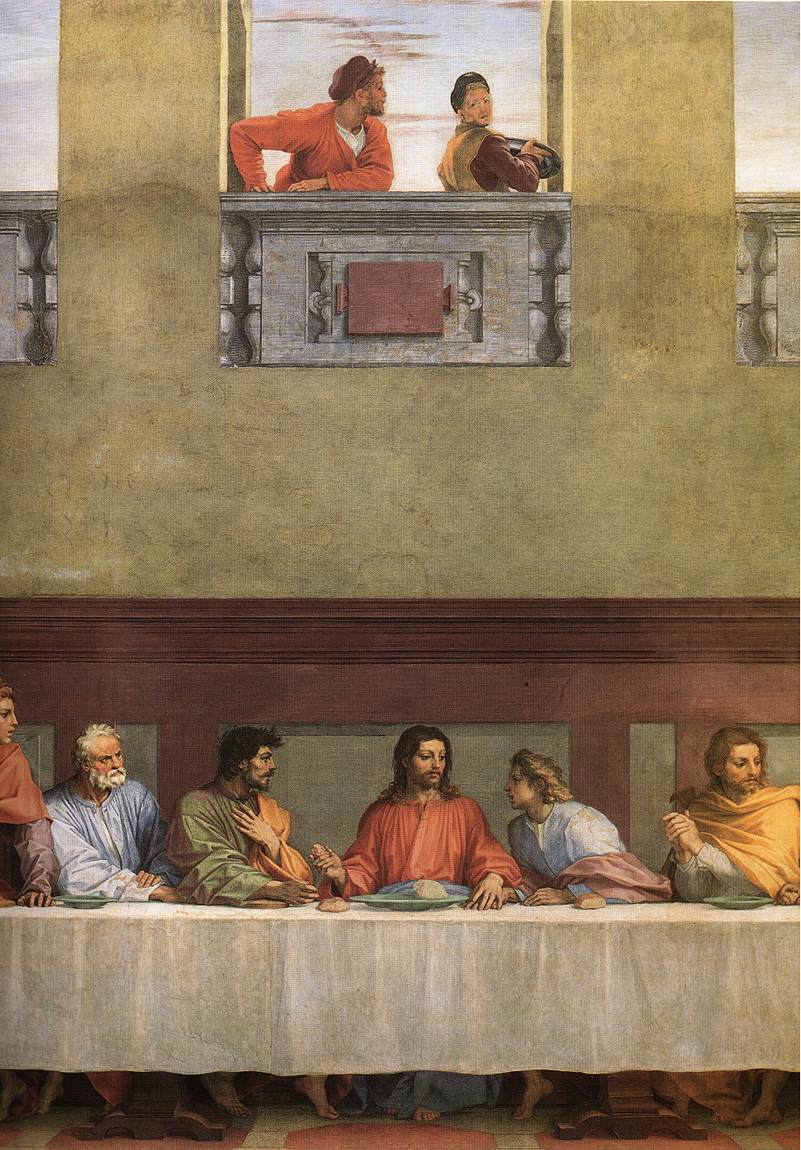
Cenacolo di Andrea del Sarto, dettaglio

Attribuito all'ambito di Ridolfo del Ghirlandaio nell'ex-convento del Portico al Galluzzo si trova un'Ultima Cena databile al 1520 circa. Si tratta di un'opera di gusto arcaizzante, legata agli schemi del Ghirlandaio e di Perugino, ma animata da un maggiore dinamismo dei personaggi: Cristo ad esempio leva il braccio come a benedire, e gli apostoli sono mossi in gruppi di due o tre, dimostrando la conoscenza del cenacolo Vinciano, visto magari attraverso incisioni o disegni.

### Cenacolo di San Salvi
Il Cenacolo di San Salvi (1519-1527), dipinto da Andrea del Sarto nel convento di San Salvi. Nella scelta del momento il Sarto si ispirò a quanto fatto da Leonardo da Vinci a Milano, sebbene le sue figure gesticolano ma stanno composte al loro posto, nel solco di Ghirlandaio.
La parte più originale dell'affresco, che anticipa alcune invenzioni teatrali della seconda metà del secolo, è quella superiore dove l'artista rappresenta una terrazza con passaggi architravati, in cui due personaggi, sullo sfondo di un cielo al tramonto, assistono alla scena. Si tratta di una piccola scena di genere, poiché uno dei due tiene un vassoio ed è quindi un servitore della locanda, mentre l'altro, con le braccia saldamente appoggiate alla terrazza come se avesse appena finito di sbirciare giù, rivolge lo sguardo verso di lui, ruotando la testa di profilo. Uno dei due potrebbe contenere un autoritratto del pittore.
Per la prima volta a Firenze Giuda non è separato dagli altri, accogliendo la variazione Leonardo più fedele al testo evangelico di Giovanni. Egli ha la mano sul petto a dimostrare la sua incredulità, mentre riceve da Gesù un pezzo di pane inzuppato. La figura di Cristo appare invece isolata al centro, tra lo sconcerto legato alle sue parole che si propaga fino alle estremità del lungo tavolo, nel commosso ma misurato gesticolare degli apostoli: lontana è infatti la concitazione del cenacolo del Franciabigio, all'insegna di una compostezza più tipicamente nel solco della tradizione fiorentina. Il colore è brillante, ma i toni selezionati non sono quelli primari della tradizione quattrocentesca, ma piuttosto mezze tinte che danno un senso di leggero stridore: violetto, verdognolo, arancio, turchese.
Ne esistono varie copie: tra le migliori quella di Ridolfo del Ghirlandaio in Santa Maria degli Angeli e quella di Alessandro Allori nel Carmine (1582).

### Cenacolo delle Murate

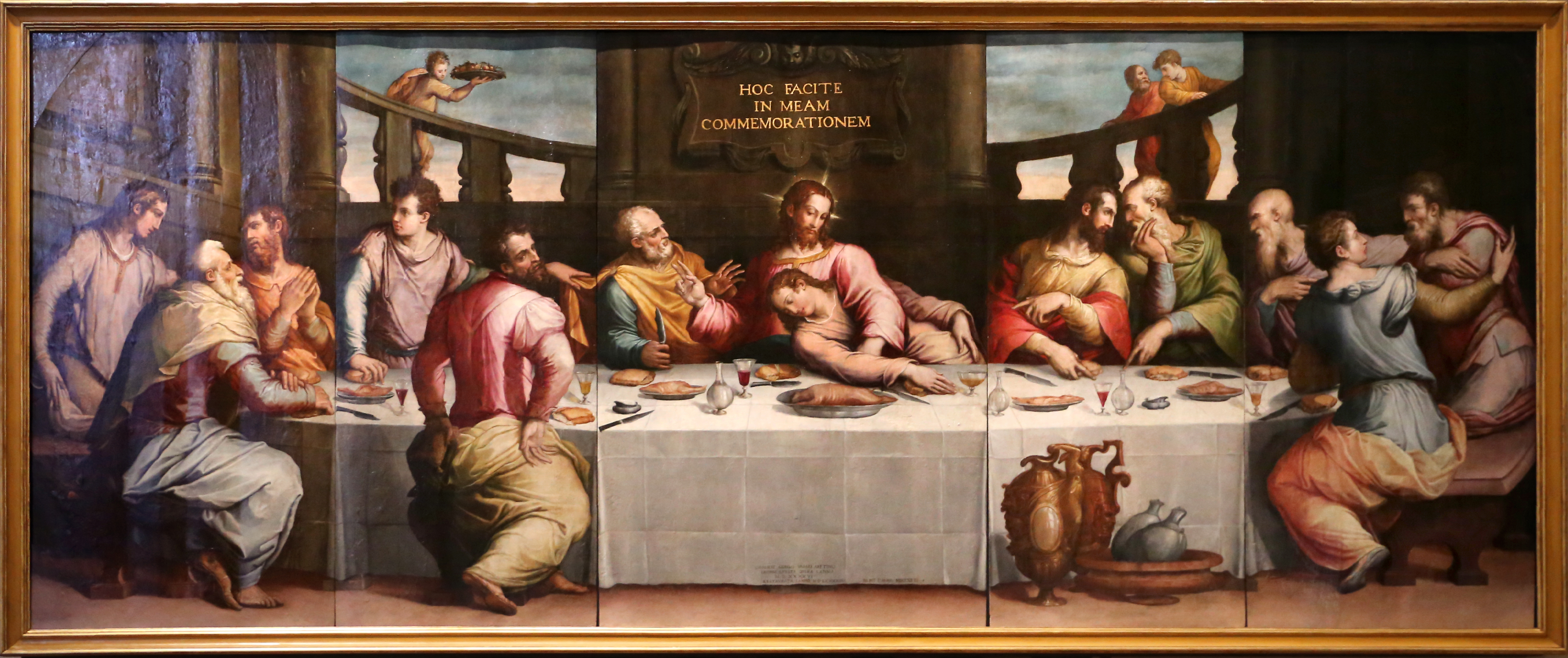
Il Cenacolo delle Murate

Di ritorno dai successi romani alla corte di Paolo III, Giorgio Vasari realizzò un'Ultima Cena (1546) per il monastero delle Murate (oggi nel Museo di Santa Croce). Gli Apostoli sono attorno al tavolo, con Giuda separato dagli altri, e la composizione dello sfondo accentua un moto curvilinea che culmina al centro, nella figura di Cristo. Un'iscrizione latina ricorda il complesso momento storico-religioso, alla vigilia del Concilio di Trento.

### Cenacolo di Monticelli

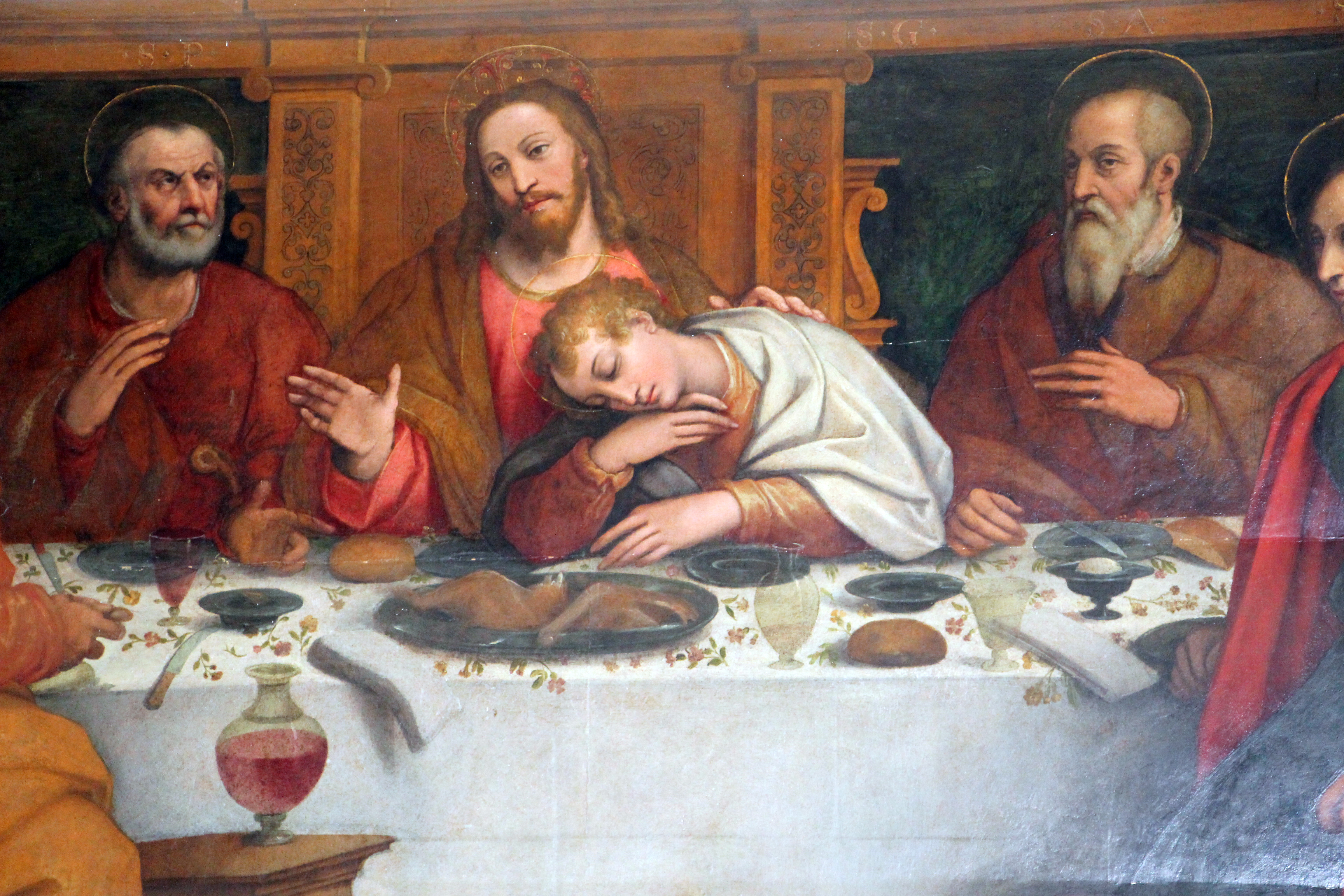
Il Cenacolo di Monticelli (dettaglio)

Eseguito da Giovanni Stradano nel 1572, il Cenacolo di Monticelli era originariamente nel convento di Monticelli, pervenendo poi per svariate vicende nella chiesa del Sacro Cuore a Firenze. Si tratta di un'opera dove domina ancora un pacato gusto quattrocentesco, tendente a una geometrizzazione dello spazio, come conferma anche la marcata simmetria. Al Giuda rivolto allo spettatore infatti (riconoscibile per il sacchetto di monete alla cintura) fa eco un altro apostolo su questo lato.
Gli apostoli sono pacati, di spirito quasi peruginesco, e l'unico accenno a un gusto manierista è dato dalla sovrabbondante attenzione al dettaglio, a partire dalle vivande sul tavolo fino ai vasi di metallo disposti sul pavimento, al cagnolino, alle volute intagliate delle gambe del tavolo e degli sgabelli. Essi distraggono lo spettatore, quasi che al pittore stessero più a cuore questi elementi di corredo che la scena principale: si tratta dopotutto di un gusto tipicamente fiammingo, congeniale alle origini del pittore, non ancora turbato dagli influssi vasariani.

### Cenacolo di Santa Maria Novella

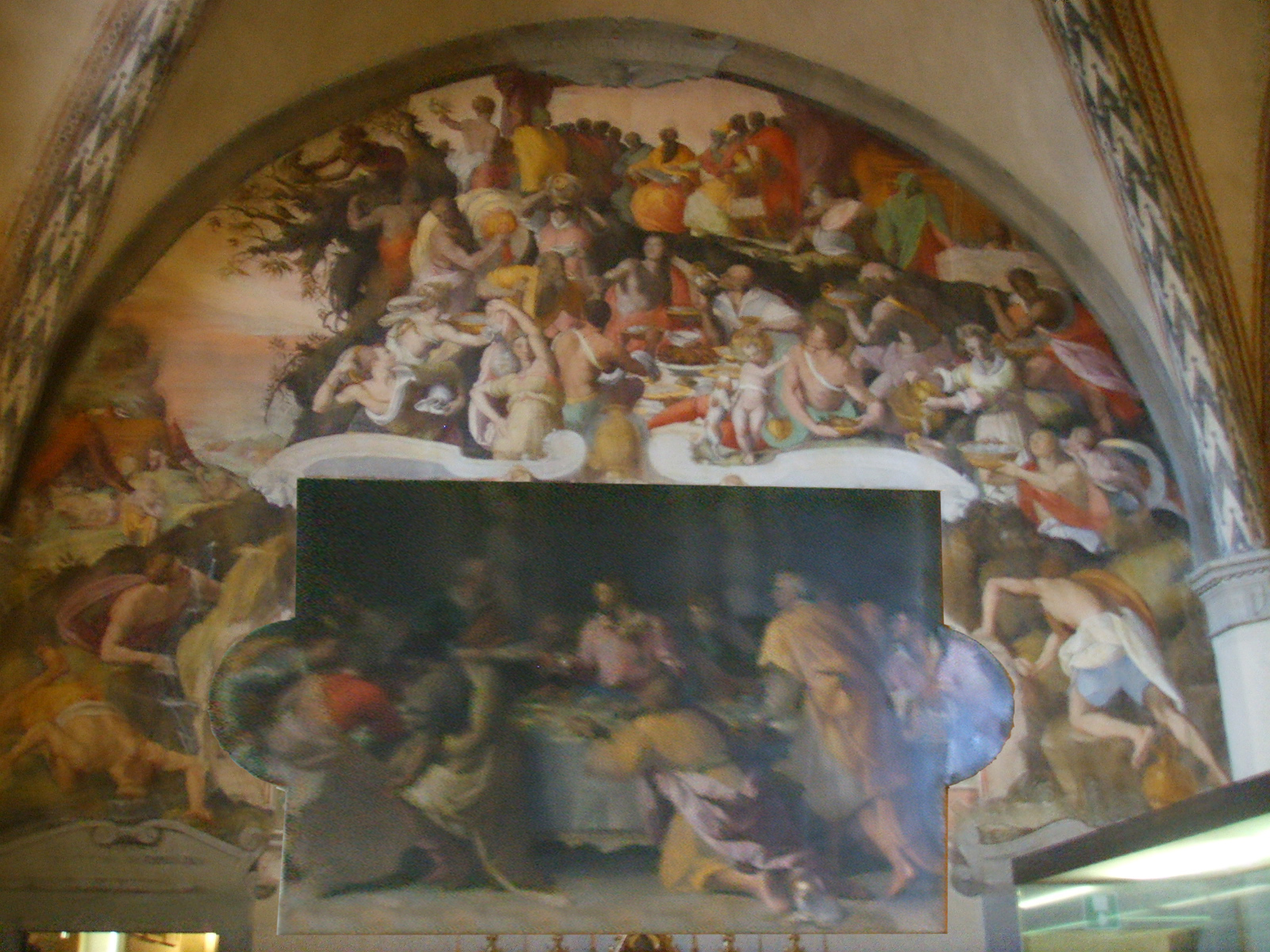
Ricostruzione virtuale del Cenacolo di Santa Maria Novella di Alessandro Allori

Il Cenacolo di Santa Maria Novella (1584-1597), di Alessandro Allori, si trova nel refettorio fra i due chiostri del grande complesso di Santa Maria Novella e fu rappresentato su tela, per proteggere un affresco sottostante nella parete a cui era destinato.
Con questa opera si manifestano ormai esplicite le tendenze del tardo manierismo, con il superamento definitivo degli schemi tradizionali, all'insegna di un nuovo dinamismo. Evidente è anche il fasto del Cinquecento maturo, col moltiplicarsi delle vivande, dei vasellami e dei servi.

### Cenacoli del Poccetti

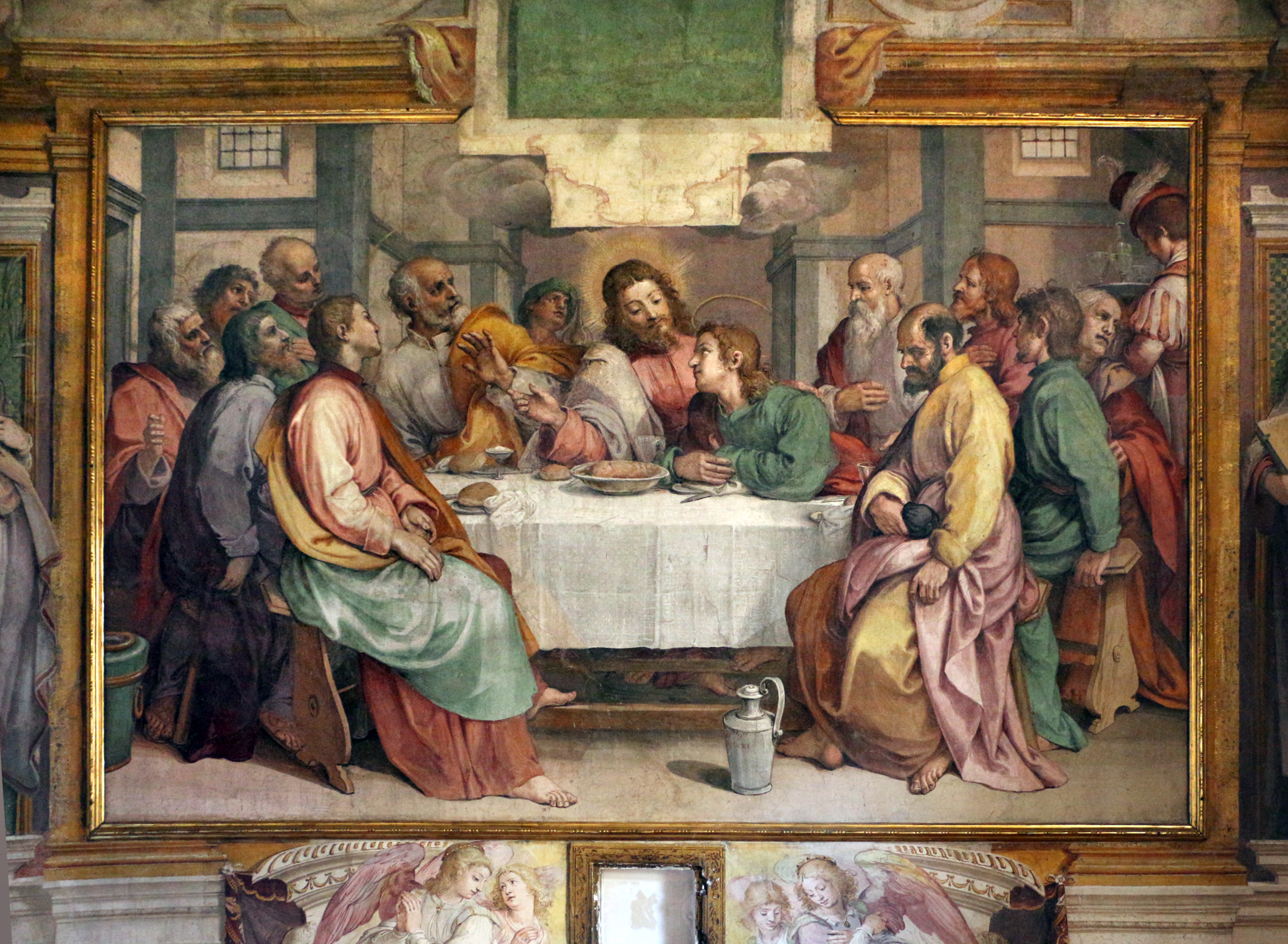
Comunicatoio di Sant'Apollonia

Bernardino Poccetti dipinse molti refettori fiorentini, con Ultime Cene e con altrettante scene simili. Tra le prime ci sono l'affresco del comunicatorio di Sant'Apollonia, e le Tre Cene nel Refettorio nuovo di Santo Spirito. Un'altra Cena, su tavola, si trova nella Certosa di Pisa. Una Cena di scuola del Poccetti si trova nell'ex-monastero del Ceppo.

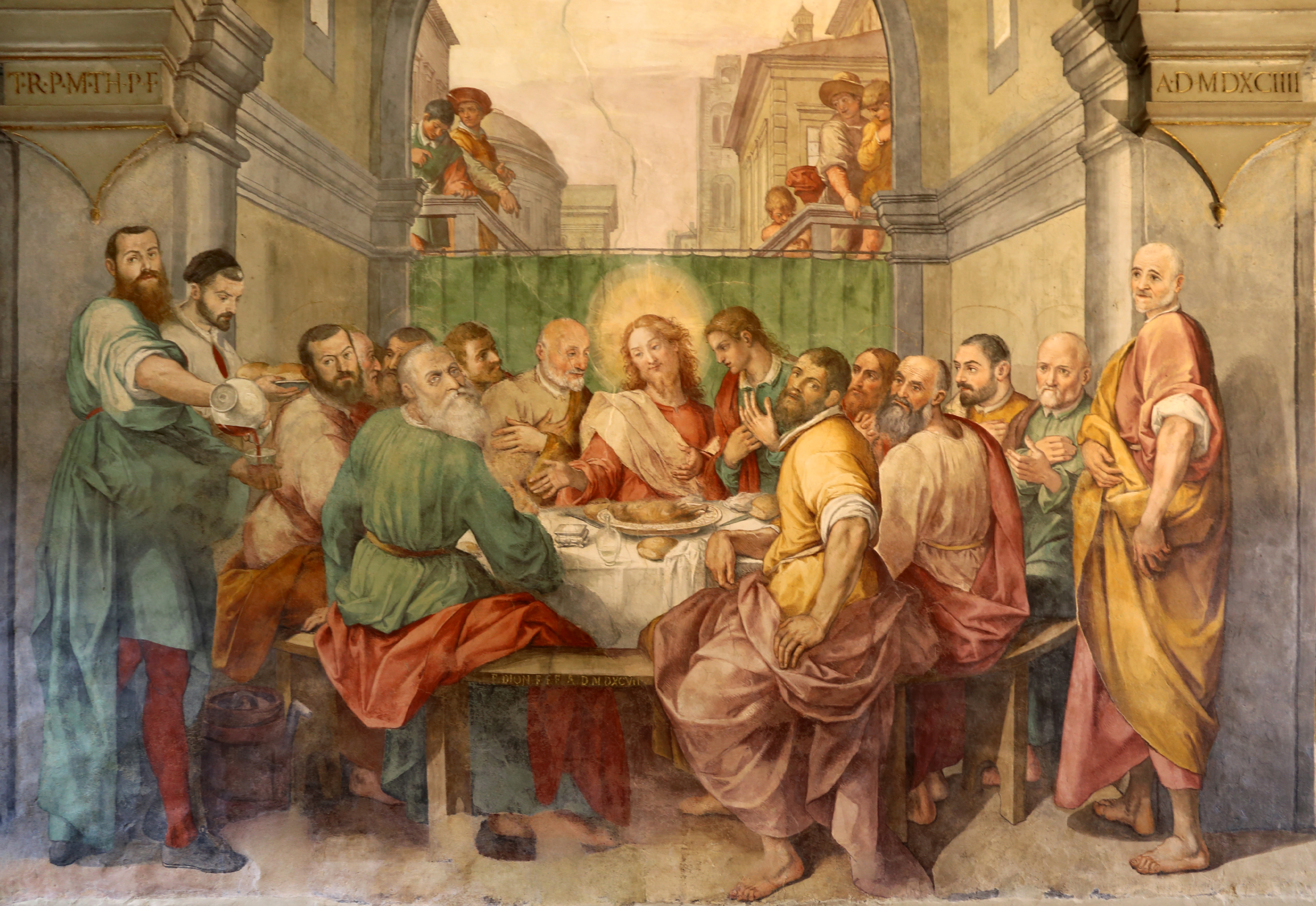
Ultima Cena di Santo Spirito
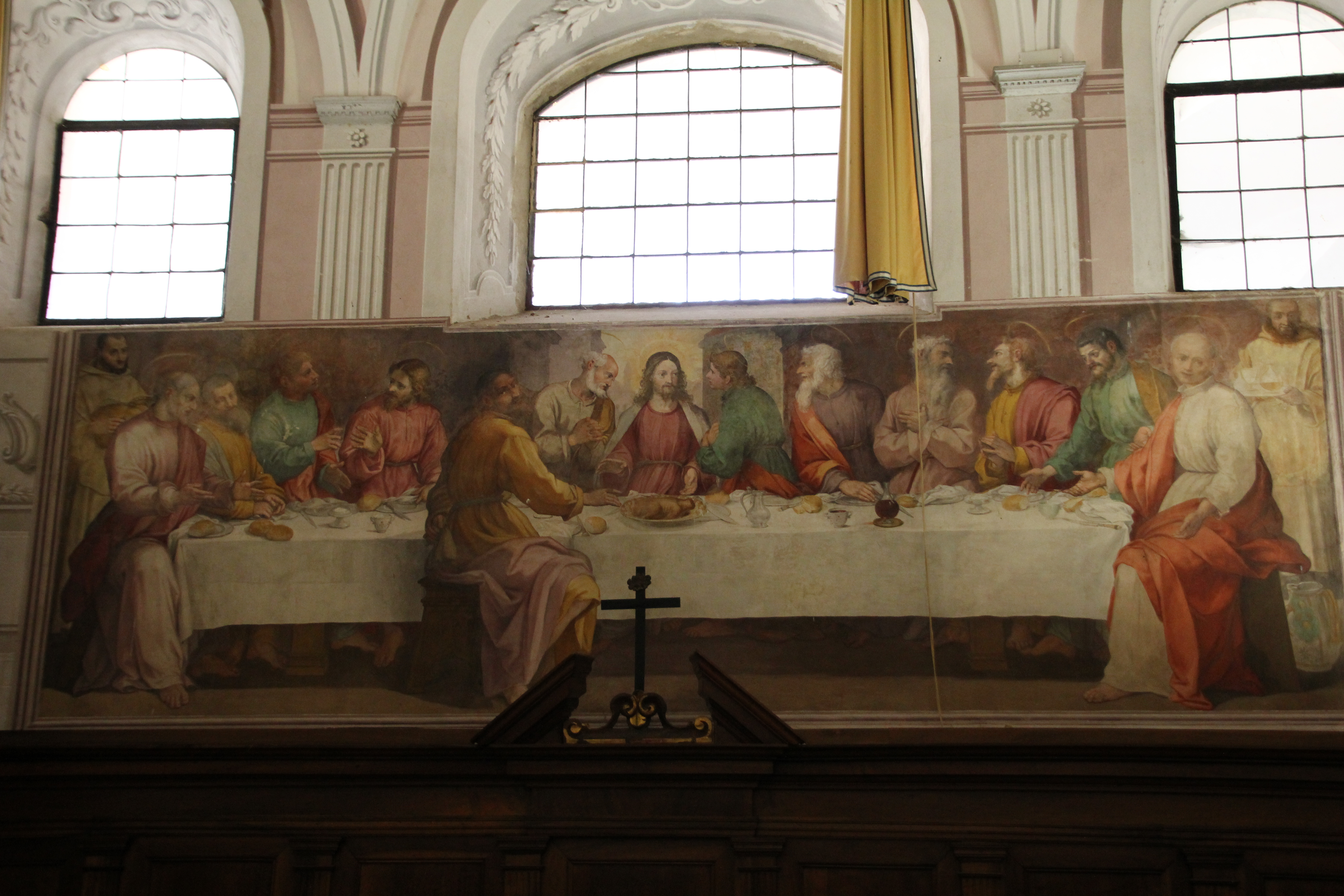
Ultima Cena della Certosa di Pisa
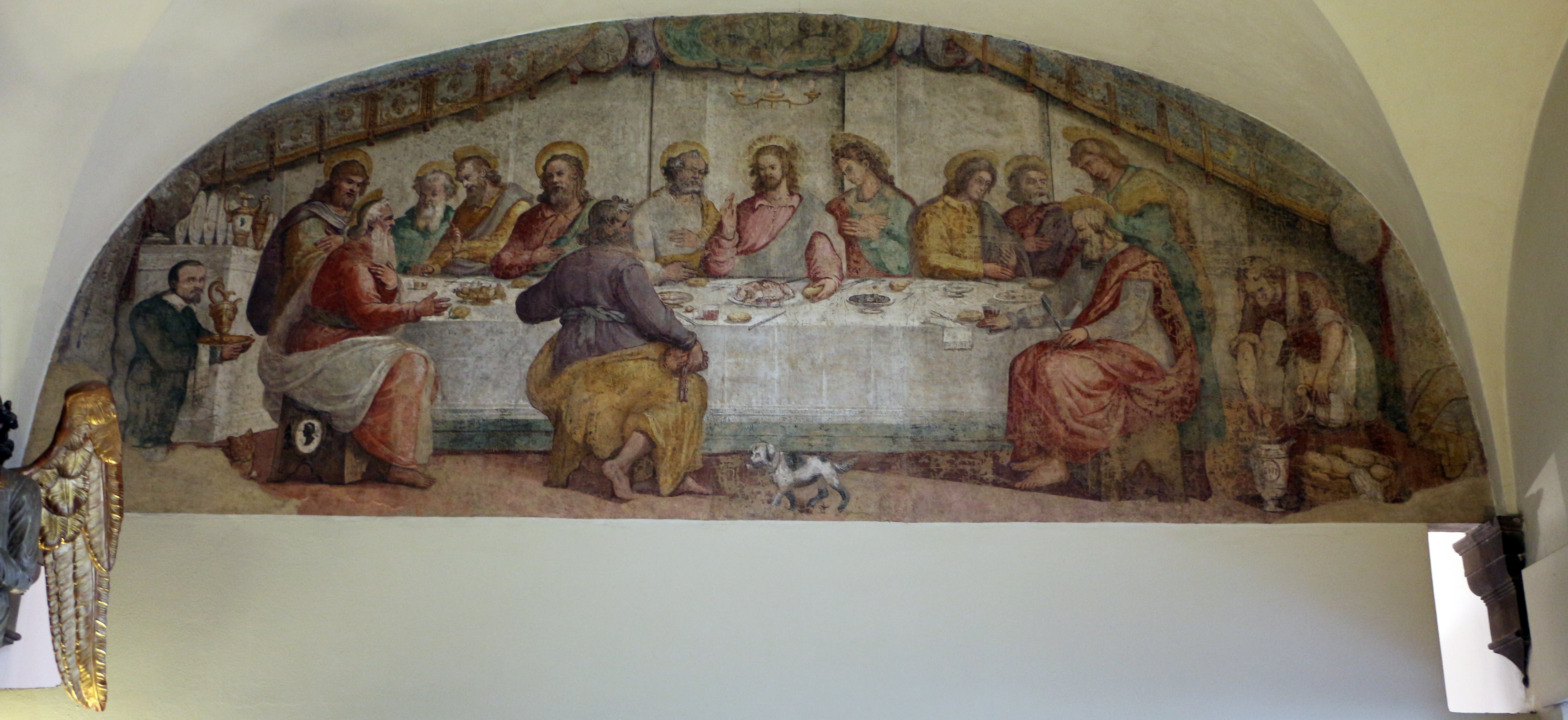
Ultima Cena dell'ex-monastero del Ceppo

### Cenacolo del convento della Croce a San Casciano

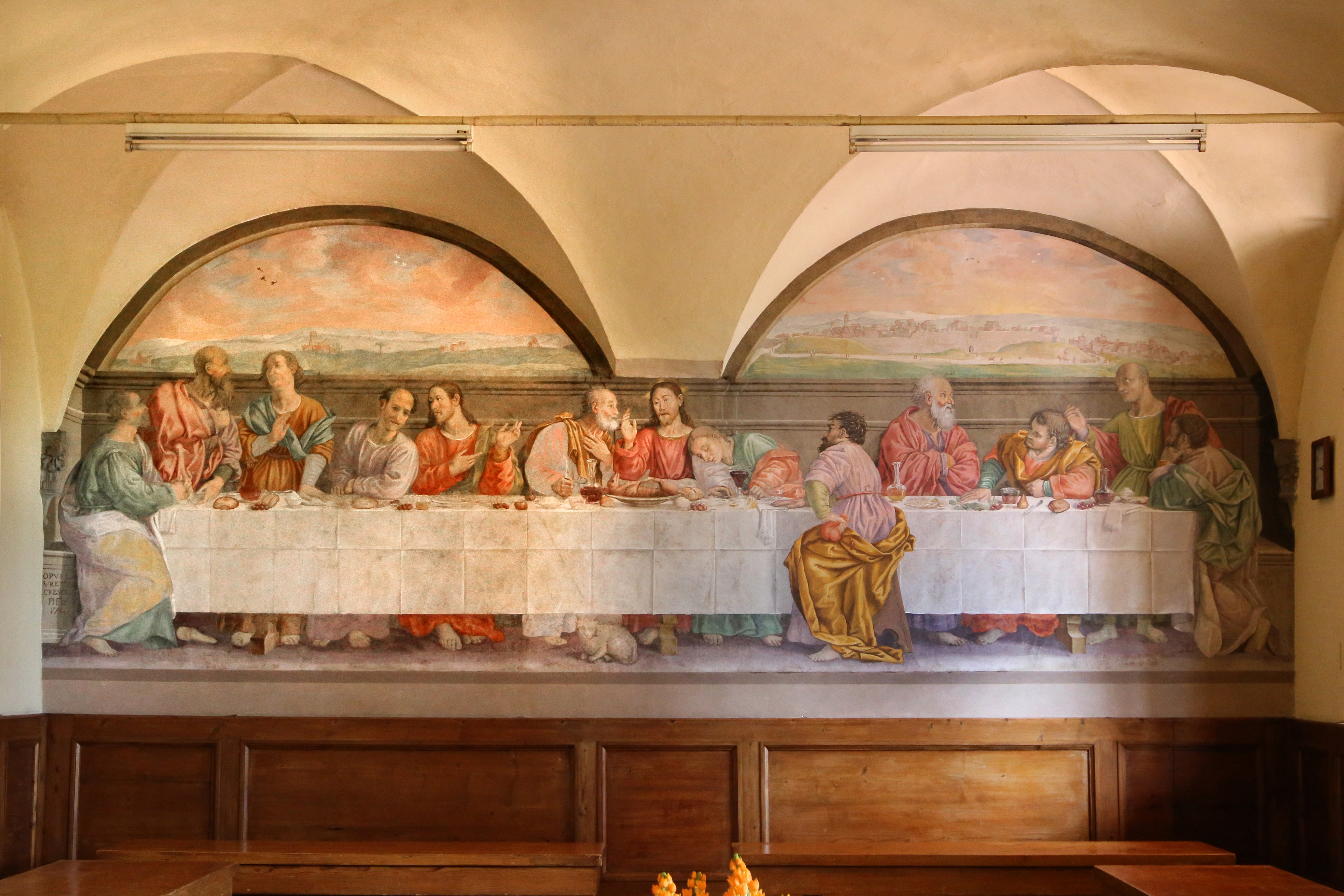
Lorenzo Cresci, Ultima Cena, San Casciano in Val di Pesa

Riferibile al 1595-1600 circa, si tratta di un'Ultima Cena poco nota, realizzata nel convento della Croce a San Casciano in Val di Pesa da Lorenzo Cresci. Legata tradizionalmente alla munificenza di Carlo VIII, di passaggio e qui ospitato nel 1494 (di cui fu posto in sala uno stemma in robbiana della bottega di Giovanni della Robbia), si tratta di un'opera interessante di un pittore pressoché sconosciuto. Caratteristica è la tavolozza dai colori smorzati e originali, scelti fra toni aciduli. La composizione riecheggia Andrea del Sarto, alleggerita da due chiarissimi paesaggi sullo sfondo, oltre lo schienale. Carlo VIII Re di Francia, qui ospitato nel 1494

## Seicento

### Cenacolo di Montughi
Riferibile all'inizio del nuovo secolo, nel monastero di Santa Marta a Montughi si trova un'Ultima Cena del pittore poco noto Francesco Mati, detto Cecchino del Legnaiolo. Realizzato ad olio su tela mostra uno sfondo scuro e gli apostoli disposti quasi in cerchio, sebbene Giuda sia ancora separato dagli altri. Ai lati si vedono due servitori e in basso un gatto. Somigliante per alcuni aspetti al cenacolo dello Stradano, mostra in nuce alcuni elementi che saranno sviluppati dagli altri pittori del primo Seicento, in particolare Matteo Rosselli.

### Cenacolo dell'ospedale Bonifacio

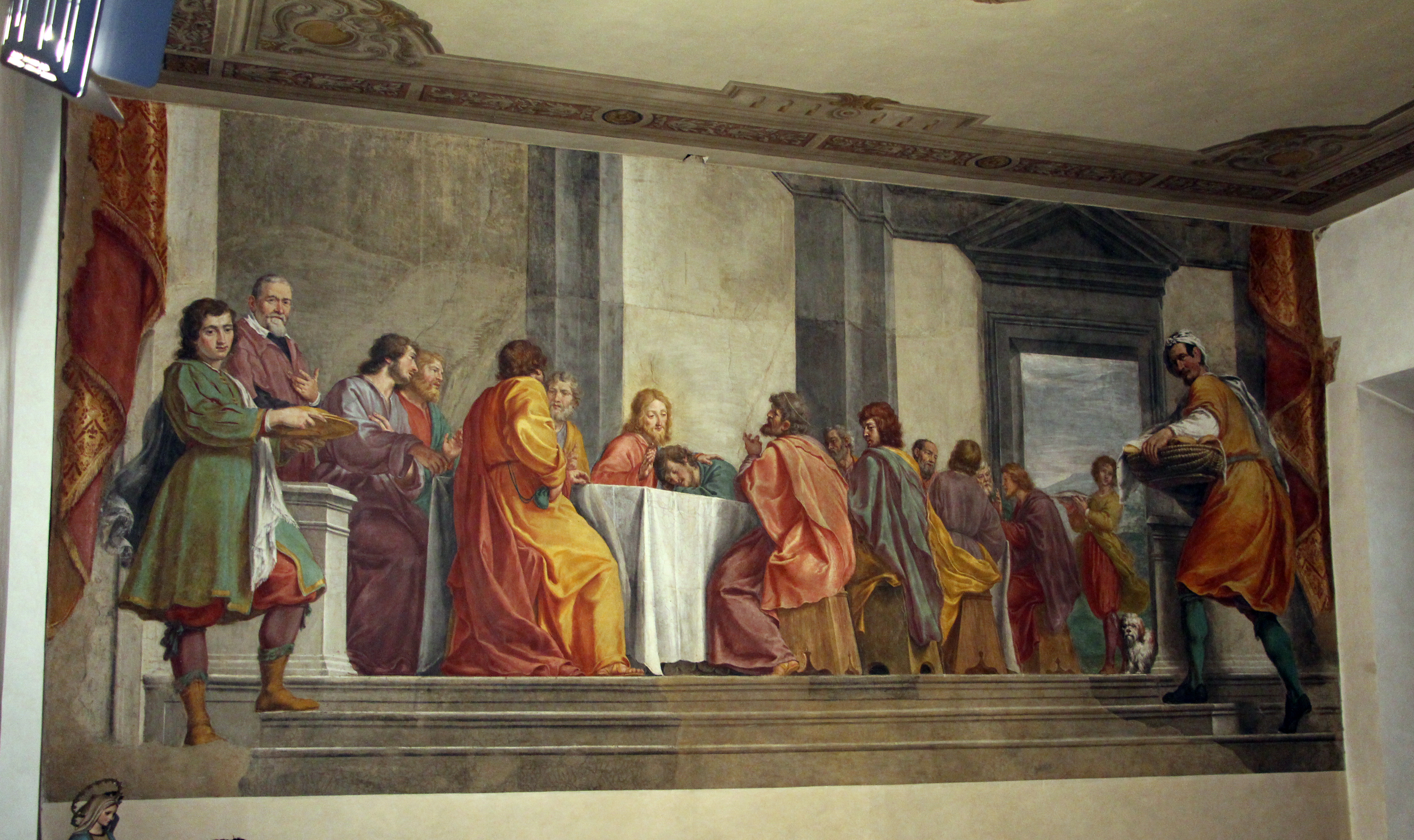
Fabrizio Boschi, Ultima Cena dell'ospedale Bonifacio

Opera di Fabrizio Boschi del 1619 circa, il cenacolo dello Spedale di Bonifazio era collocato in un piccolo ambiente, dove mangiavano gli spedalinghi. Prima opera fiorentina - e per molto tempo unica - dove si nota un'assimilazione delle novità introdotte nell'iconografia dai maestri veneti sul finire del XVI secolo, in particolare Tintoretto e Veronese, è collocata al culmine di una scalinata, dove si affaccia il tavolo degli apostoli in tralice. Tale scelta prospettica appare particolarmente felice in relazione all'entrata nella cappella, che avviene da una porticina a sinistra della parete di fondo, che dà sul portale sul loggiato. L'effetto è quello di uno spazio dilatato illusionisticamente. La figura di Giuda è in primo piano, con una sgargiante veste arancio, mentre tocca il borsello col gruzzoletto dei denari ricevuti per tradire Gesù, di lui non si vede la faccia; il suo gomito è puntato verso lo spettatore, un'idea che è stata messa in relazione con Caravaggio e la sua Cena in Emmaus. Ai lati si muovono due gruppi di servitori: in quello di sinistra si notano lo spedalingo committente e suo figlio, a destra un uomo con barba che potrebbe essere l'autoritratto del pittore.
Un'opera simile è la lunetta nell'ex-refettorio di Santa Trinita dipinta da Nicodemo Ferrucci verso il 1631. Lo stesso artista dipinse anche un cenacolo dalla forma più convenzionale nel convento di San Michele a Doccia. 

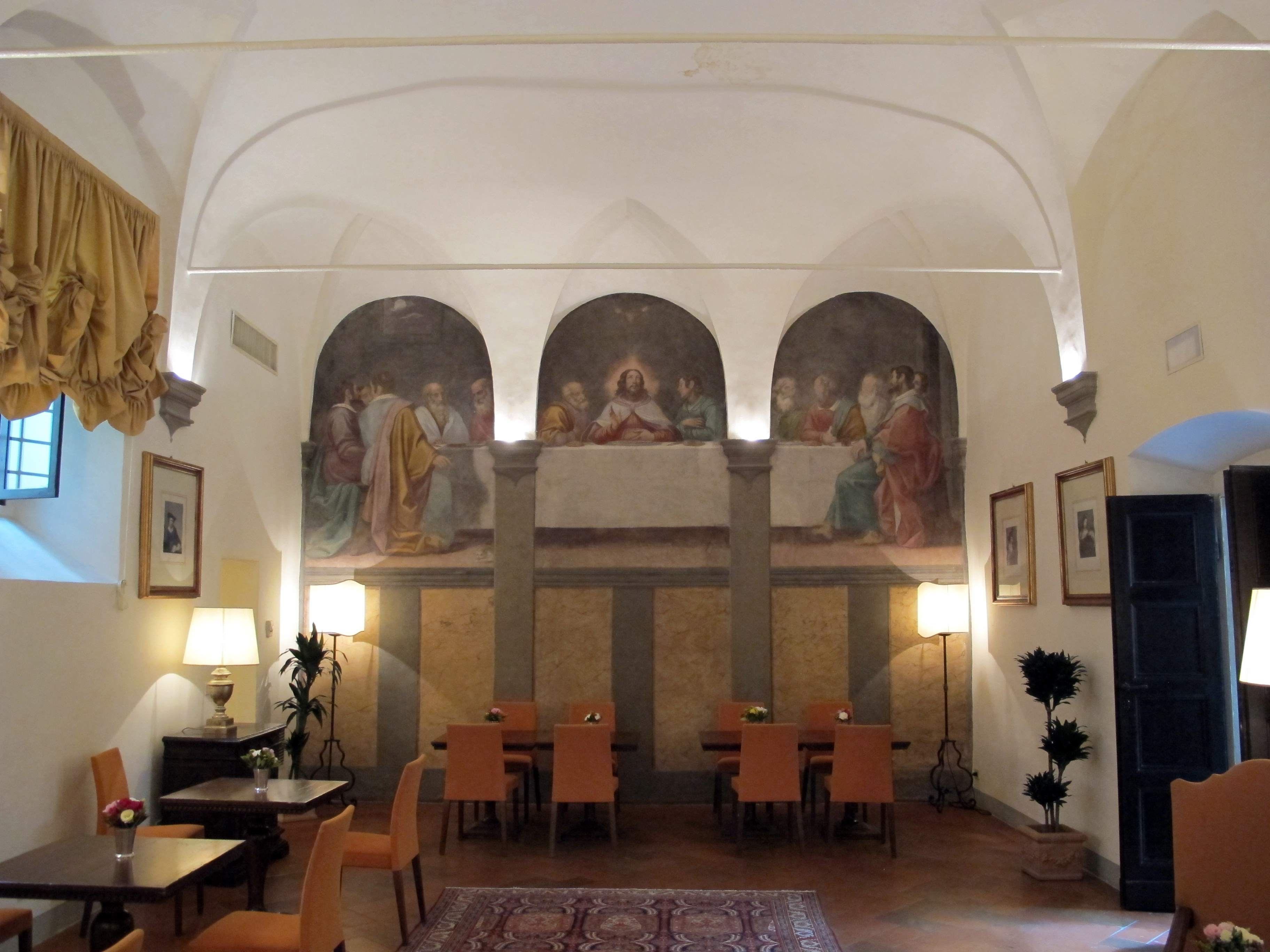
Ultima Cena a San Michele a Doccia, di Nicodemo Ferrucci
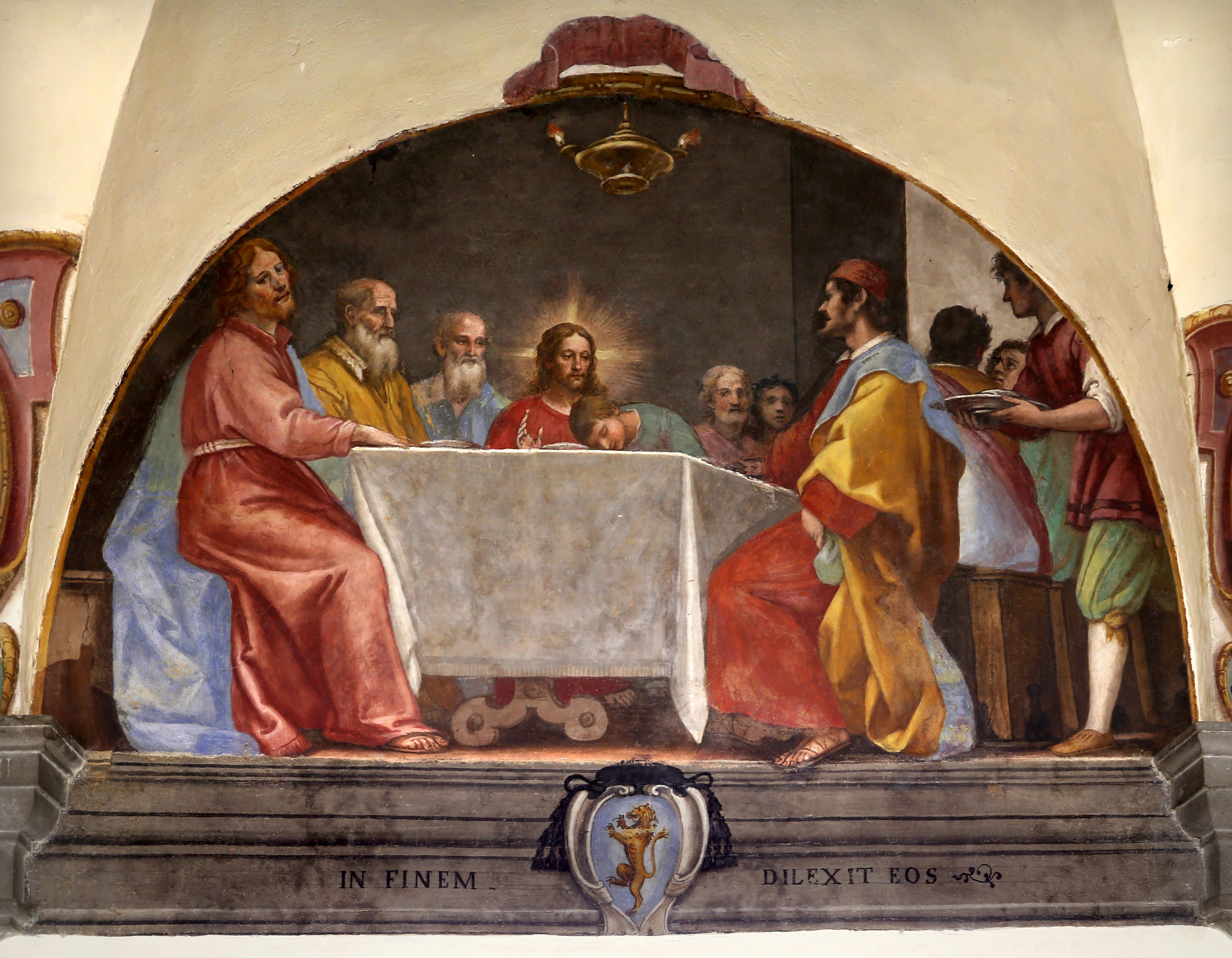
Ultima Cena in Santa Trinita, di Nicodemo Ferrucci

### Cenacolo di San Felice/San Pietro martire

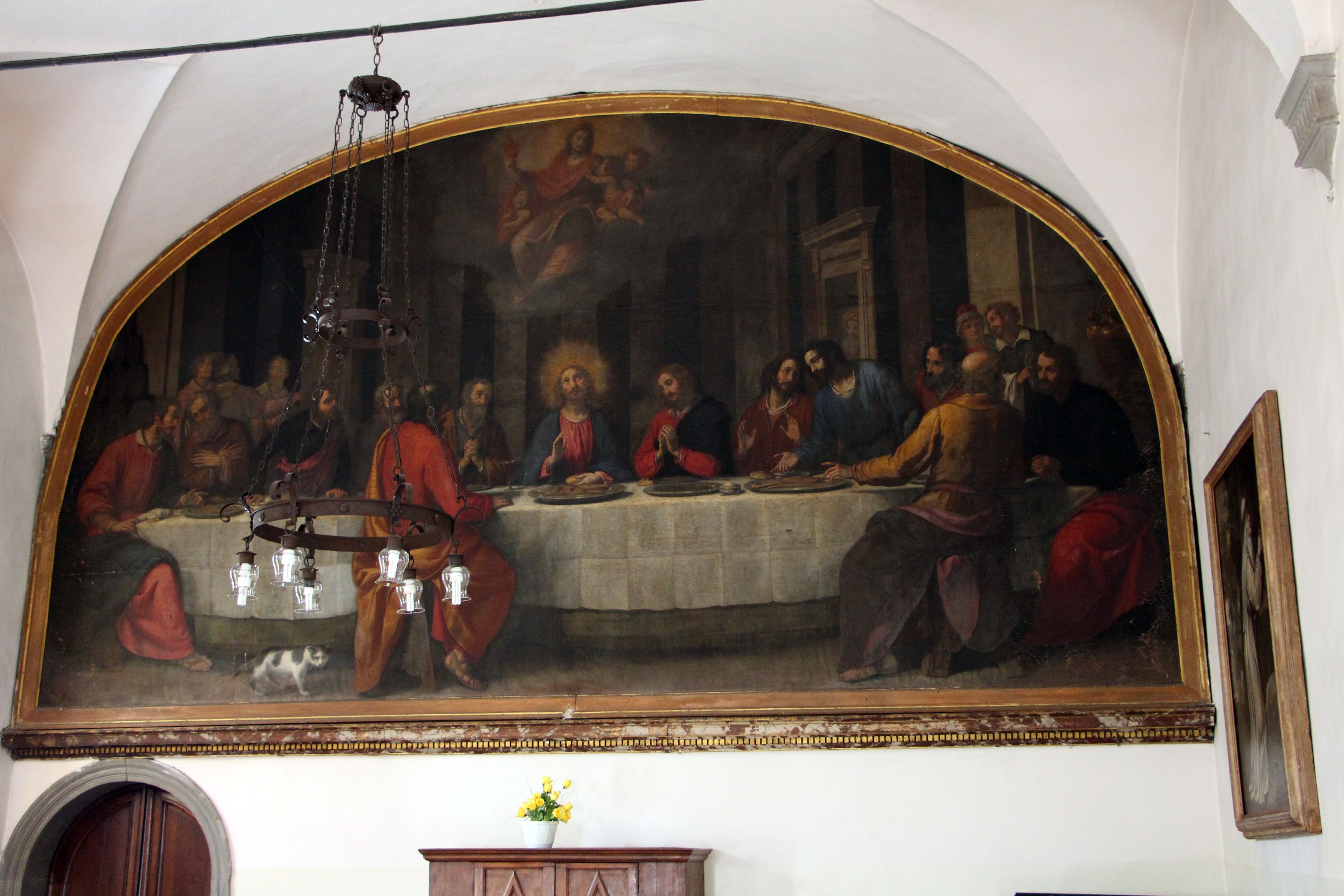
Ultima Cena di Matteo Rosselli in San Felice

Proveniente dal distrutto monastero di San Pietro Martire, la tela con l'Ultima Cena di Matteo Rosselli (1610-20 circa) si trova oggi, dal XVI secolo, nel refettorio di San Felice in Piazza.
L'impostazione è tipicamente fiorentina: un lungo tavolo parallelo al piano dello spettatore su cui si affacciano tutti gli apostoli, stringendosi a ferro di cavallo e lasciando isolato Giuda, di spalle e più vioino allo spettatore. Indice di una nuova sensibilità seicentesca è lo sfondo della stanza scuro, rischiarato dai baglio dell'apparizione della Carità in alto, che solo Gesù sembra vedere. La pennellata si fa inoltre più densa, capace di cerare soprattutto nei panneggi di pesantezza o di lucidità dei tessuti.
Molto simile è anche un'ultima cena frammentaria dello stesso autore, situata nel convento delle Oblate di Careggi.

### Cenacolo di Santa Maria degli Angiolini

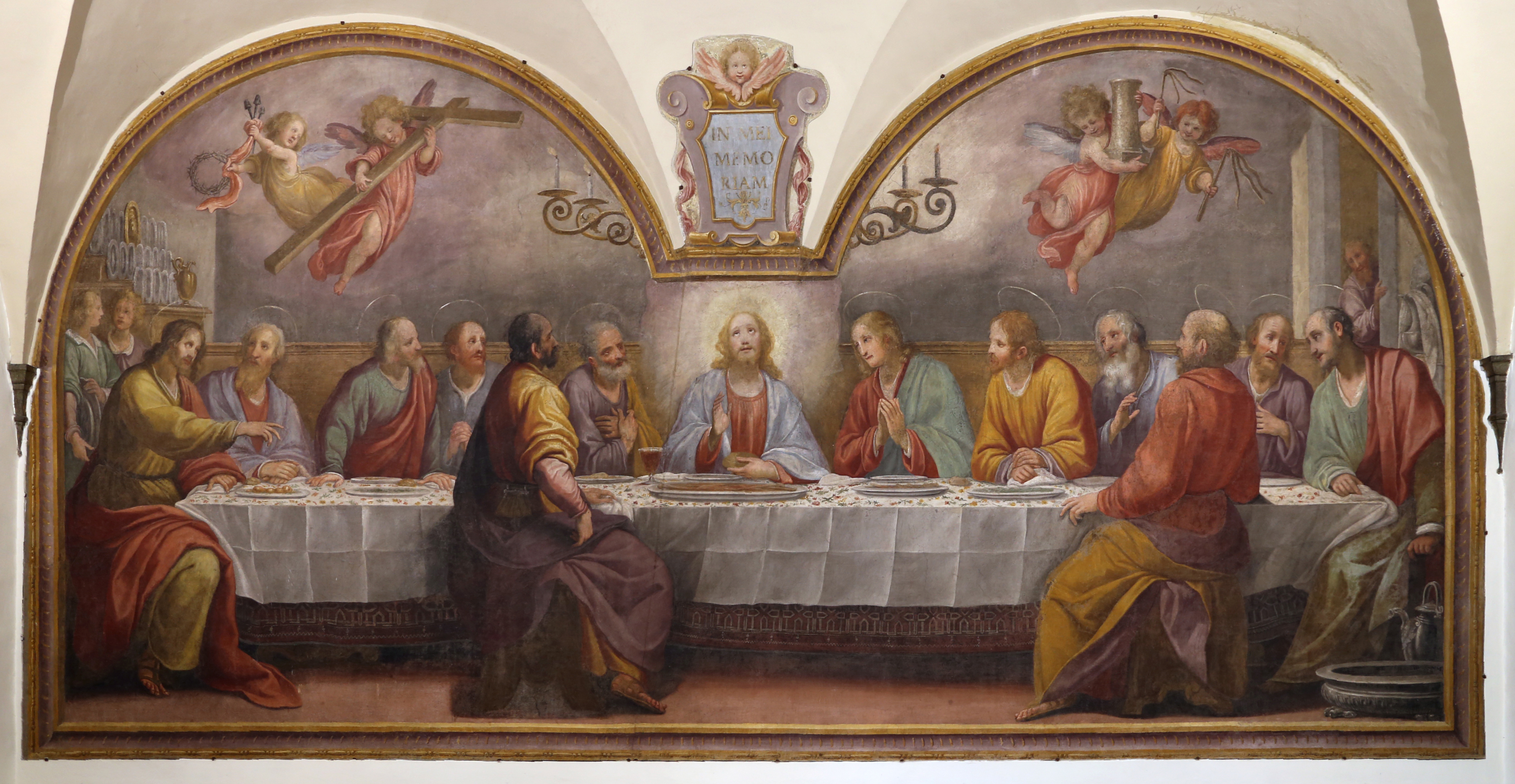
Cenacolo degli Angiolini

Altra prova di Matteo Rosselli è datato però a una fase più matura, nel 1631. Se poco è cambiato nell'impianto prospettico, rinnovata è l'intera trama luminosa, con la luce che si sprigiona dall'aureola di Cristo, lasciando le parti più lontane in ombra.
Di questo cenacolo esiste una replica più articolata ma più convenzionale nel santuario di Montesenario, dipinta dal Rosselli nel 1634

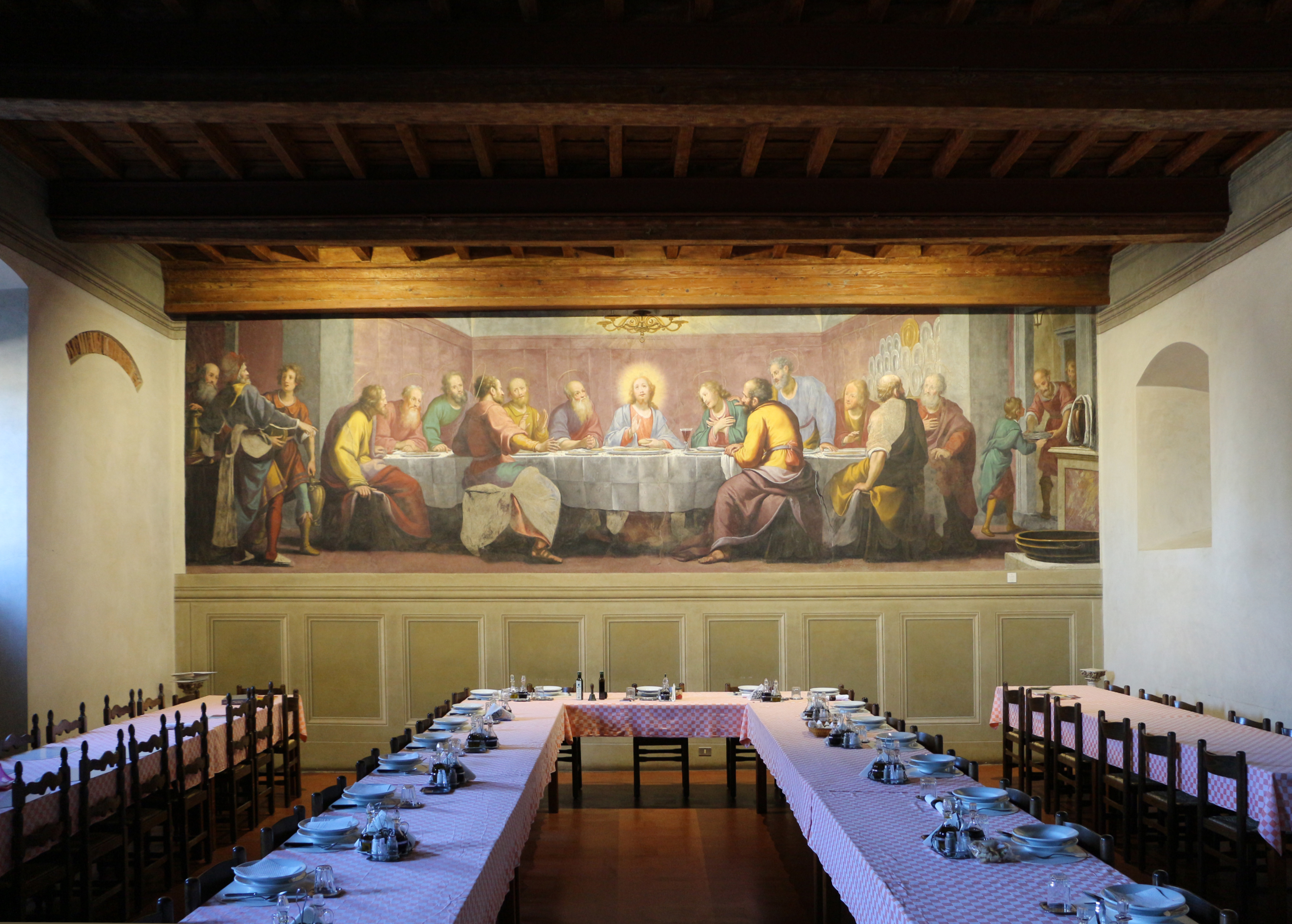
Il cenacolo di Montesenario

## Settecento

### Cenacolo di Sant'Onofrio delle Cappuccine

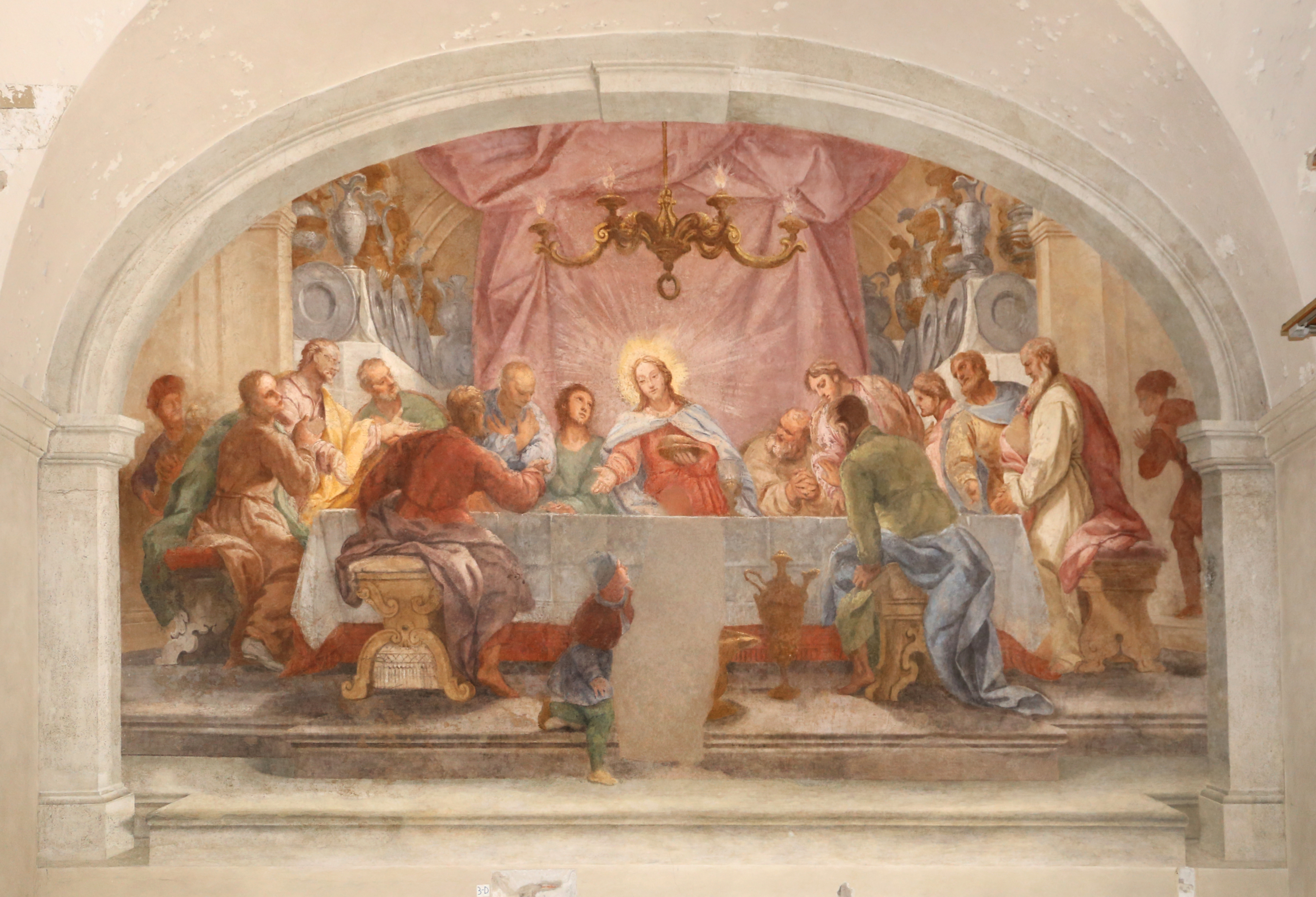
Il Cenacolo di Niccolò Lapi per le Cappuccine di Sant'Onofrio (1725)

Se si esclude il caso isolato di Fabrizio Boschi, i cenacoli fiorentini restarono sempre legati a uno schema prefissato, con la tavola parallela al piano dello spettatore. Ciò non cambiò nemmeno nel XVIII secolo, epoca dell'arte toscana fortemente legata alla tradizione passata. Non si discosta il primo dei cenacoli settecenteschi pervenutoci, quello di Niccolò Lapi nel convento di sant'Onofrio delle Cappuccine, del 1725. La pennellata si è fatta più fluida, il movimento più sciolto degli apostoli che si stringono verso Cristo, ma la sostanza compositiva appare immutata, con qualche leggera variante data dalla presenza di un servo nano al centro della scena, sui gradini.

## Rappresentazioni simili
Oltre alle Ultime cene i conventi fiorentini sono ricchi di altre rappresentazioni che decoravano le sale dei refettori. Tra i principali ci sono:
- Raffaellino del Garbo, Moltiplicazione dei pani e dei pesci, 1503, da chiesa del Cestello, oggi staccato e conservato nella chiesa di Sant'Antonino a Bellariva
- Giovanni Antonio Sogliani, San Domenico nutrito dagli angeli con Crocifission e santi, 1536, refettorio grande del convento di San Marco
- Santi di Tito, Convito in casa di Simone il Fariseo, 1572-73, Santissima Annunziata
- Ignoto fiorentino, Nozze di Cana, 1590-1610 circa, San Giorgio alla Costa
- Bernardino Poccetti, Nozze di Cana, Ultima Cena e Cena in Emmaus, 1597, refettorio nuovo di Santo Spirito
- Bernardino Poccetti, Nozze di Cana, 1604, Badia a Ripoli
- Bernardino Poccetti, Storia degli Innocenti, 1610, Spedale degli Innocenti
- Bernardino Poccetti, Cristo confortato dagli angeli dopo le tentazioni del deserto, 1610-11 circa, Seminario Maggiore Arcivescovile
- Giovanni da San Giovanni, Cristo nutrito dagli angeli, 1629, Badia Fiesolana
- Giovanni da San Giovanni, Nicodemo Ferrucci e Jacopo Confortini, Storie della vita di Cristo, 1630-32, Santa Trinita
- Giovan Battista Vanni, Cena in casa di Simone Fariseo, 1645, Carmine (Sala Vanni)
- Volterrano, Cristo servito nel deserto dagli angeli, 1650, da monastero di Santa Teresa, oggi nel Museo di pittura murale a Prato